# Donzela-cisne

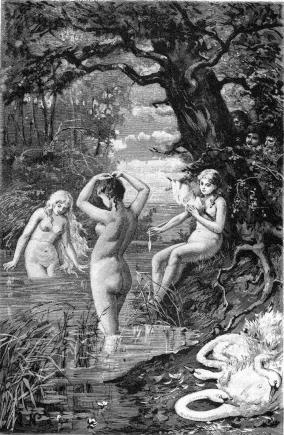
Na Völundarkviða, Wayland Smith e seus irmãos casam-se com valquírias que se vestem com peles de cisne.

Em folclorística, chama-se de história de "donzela-cisne" ou mulher-cisne a três tipos de contos: aquelas em que uma das personagens é uma donzela-pássaro, nas quais ela pode aparecer tanto como pássaro quanto como mulher; aquelas em que um dos elementos da narrativa é o roubo do manto de penas de uma donzela-pássaro, embora não seja o tema mais importante da história; e finalmente o motivo mais comumente referido, e também o de origem mais arcaica: aquelas histórias em que o tema principal, entre vários motivos mistos, é o de um homem que encontra a donzela-pássaro tomando banho e rouba seu manto de penas, o que o leva a se casar com a donzela-pássaro. Mais tarde, a donzela recupera o manto e sai voando, retornando ao céu, e o homem pode buscá-la novamente.
É um dos motivos folclóricos mais amplamente difundidos no mundo, provavelmente tendo muitos milênios, e é a figura sobrenatural de esposa mais conhecida em narrativas. Conforme o catálogo de Berezkin, o motivo da esposa celeste foi encontrado em 497 tradições culturais, ocupando o segundo lugar na lista dos mais frequentes, atrás somente do motivo de um herói que recebe tarefas e enfrenta desafios.
Também faz parte do motivo maior da "Esposa Mágica", pertencente à categoria de índice ATU 400, "O Homem em Busca de Sua Esposa Perdida", em que o homem faz um pacto (e posteriormente rompe um tabu) com uma criatura feminina sobrenatural, que mais tarde parte. Esta categoria é uma das mais interligadas e centralmente referidas entre todas as outras histórias, por exemplo tal qual o tema do Matador do Dragão. De forma mais geral, é também chamado de motivo da donzela-pássaro ou da donzela celeste, pois nem sempre elas são cisnes: as propriamente chamadas donzelas-cisnes aparecem nas histórias das regiões mais setentrionais, nas quais fazem parte de um grupo onde as donzelas-pássaros são aves migratórias, entre outras variantes, como o ganso, o pato, o grou e a garça. A donzela celeste também pode aparecer em outras histórias como pombas, aves não migratórias como abutres, e também como estrelas ou ninfas celestiais.
A personagem da donzela-cisne em particular, propriamente dita, é uma criatura mítica que se transmuta da forma humana para a forma de cisne. A chave para a transformação geralmente é uma pele de cisne ou uma vestimenta com penas de cisne presas. Em contos populares desse tipo, o personagem masculino espia a donzela, normalmente perto de algum corpo d'água (geralmente tomando banho), e então arranca as vestes de penas (ou alguma outra peça de roupa), que a impede de voar (ou de nadar para longe, ou a torna indefesa de alguma outra maneira), forçando-a a se tornar sua esposa.
A mais antiga versão confirmada de um registro sobrevivente aos moldes da narrativa de donzela-cisne se encontra na obra chinesa de cerca do ano 300, Soushen Ji. Porém o conto védico de Urvaxi é considerado o mais antigo. Existem paralelos em todo o mundo, notadamente o Völundarkviða e no Conto de Fadas KHM 193 dos Grimms "O Tocador de Tambor". Existem também muitos paralelos envolvendo outras criaturas além dos cisnes.

## Visão geral em folclorística
Os mitos são adaptados com os elementos encontrados no contexto local de cada cultura, sofrendo frequentemente alterações sutis, preservando a maior parte da estrutura original ou dos principais elementos prototípicos. Assim, todas as versões em que a donzela celeste é uma ave migratória são encontradas principalmente nas regiões mais ao norte, enquanto mais ao sul, as mulheres do conto são mais comumente aves não migratórias, podendo também ser estrelas ou ninfas celestiais. Também nas regiões mais meridionais, diferentemente das do Norte, as histórias das donzelas do céu geralmente têm valor antropogônico ou etiológico, explicando a origem dos humanos, das culturas, dos deuses, dos fenômenos celestes.

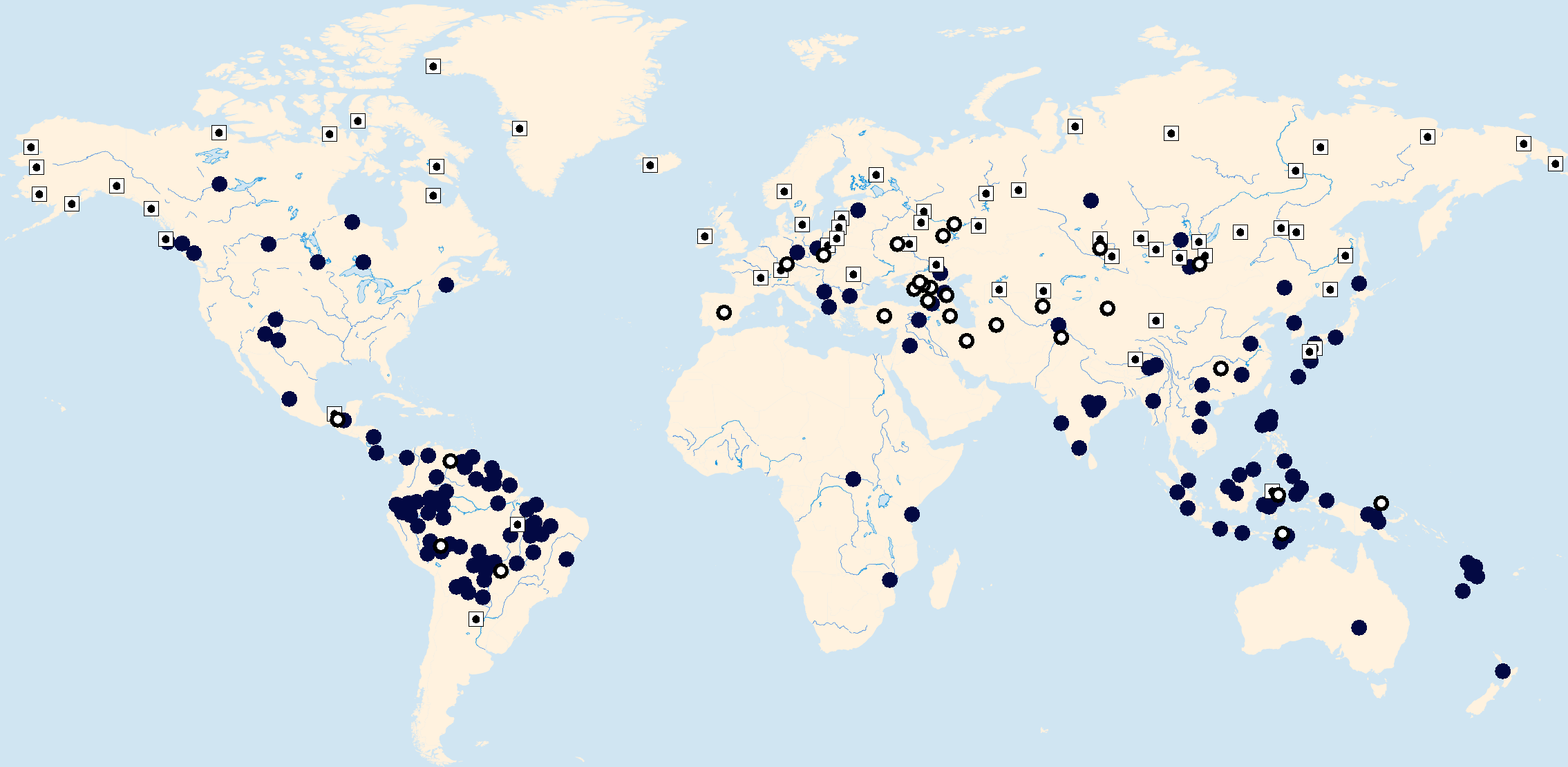
Distribuição areal do motivo: o quadrado branco com ponto preto indica onde a donzela do céu aparece como aves migratórias (cisnes, gansos, patos, grous ou garças); o círculo preto com ponto branco, onde ela aparece como pomba; o círculo preenchido em azul escuro, onde a donzela do céu é uma ave não migratória, estrela ou ninfa do céu.

O estudo areal do mito da Donzela-Cisne começou em 1894, com Hyacinthe de Charencey. A proposta de suas origens na Índia por Theodor Benfey e pela escola finlandesa já foi desacreditada há muito tempo.
Houve também na folclorística uma vertente de interpretação naturalista que considerava as figuras mitológicas como representando forças da natureza. Nela, a mulher-cisne foi vista como a personificação da névoa acima das águas e sua elevação às nuvens do céu, o que se assemelha a cisnes em voo. Isso foi afirmado, por exemplo, por Baring-Goulding. Segundo Miller, como pássaro aquático a donzela-cisne pode combinar tanto atributos de águas terrestres, quanto de águas celestes, tal como o dragão na mitologia chinesa, e representar um papel fecundador da água.
Bo Almqvist considera que houve um tempo no passado em que era onipresente a crença de que "certos seres zoomórficos ou semi-zoomórficos – quer sejam expressamente considerados humanos encantados ou não – são capazes de remover a sua pelagem animal e assumir a forma humana". Em uma análise de Almqvist da tese de 1919 de Helge Holmström sobre o tema da donzela-cisne, ele diz que: "a Lenda da Donzela-Cisne é apenas uma de todo um complexo de lendas migratórias relacionadas a casamentos com seres femininos sobrenaturais ou sobrenaturalmente transformados", e que um outro grupo inclui aquele de seres aquáticos, como as sereias; existem semelhanças entre as histórias de donzela do céu e de donzela do mar.
Arthur T. Hatto conecta a origem do motivo da donzela-pássaro com a migração e o acasalamento de aves aquáticas migratórias (incluindo cisnes) e concepções totêmicas e xamânicas locais, como as possíveis noções de mulheres estrangeiras (com a analogia do aves migratórias) sendo relacionadas à feitiçaria; o marido empreendendo trabalhos e desafios em sua jornada de busca; ou uma analogia para o voo da alma. Ele também sugere que, devido ao foco do conto sobre o feminino, é provável que a história era contada por mulheres. O motivo também poderia estar espelhando práticas de casamento locais, como o rapto de mulheres, retiradas de seu território por homens com o intuito de forçar uma união.
Em algumas versões da história da Europa, como na mais antiga registrada delas, a do Völundarkviða, ou em Serglige Con Culainn, nota-se que o personagem masculino se encontra incapacitado ou em estado passivo devido à partida das donzelas-cisnes, como aves migratórias, durante o inverno. O mito também pode ter sido atrelado à importância que a tecelagem ganhou há milênios, como em suas versões do Japão em que as roupas de penas possuem importância cósmica e sagrada, e também há um substrato asiático que indica que os pássaros eram associado ao feminino e ao sagrado, frequentemente relacionados a deusas, originadoras da vida e fundadoras.

Yuri Berezkin afirma que este motivo pode ter surgido primeiro na Ásia, difundindo-se no Novo Mundo, e que um novo ecótipo chegou mais tarde ao Norte da Eurásia e foi novamente trazido para a América do Norte, c. 5000 a.C. Julien d'Huy identificou a presença da história da donzela-pássaro também em seis grupos linguisticamente isolados: os ainus, os bascos, os buruchos, os coreanos, os cofãs, os haidas, os tlingites e os natchez. Com base na cladística dos mitemas, obteve evidências estatísticas que concordam com a proposta de Berezkin de que o motivo chegou às Américas em duas épocas distintas. Ele assim reconstruiu o protomito (com mais de 75% de chance) como aparecendo primeiro no Leste Asiático seguindo esta estrutura:
"O herói, um jovem, um bom caçador, surpreende as mulheres que se banham em um lago. Elas mantiveram a aparência de imortais ou criaturas sobrenaturais. Eles se despem e seus corpos ou roupas estão cobertos de penas. O herói agarra as roupas ou a plumagem da mulher mais bonita, mas não as esconde. A mulher nua pede ao herói que lhe devolva a roupa. Ela promete [em troca] casar com ele. Eles primeiro vivem no mundo do herói. Um dia, a mulher veste sua antiga plumagem e, depois de viver na terra, retorna ao céu. O homem tenta encontrá-la. Ele realiza diversas tarefas difíceis e perigosas, e sua busca termina feliz, com um reencontro com sua esposa. Porém, no final da história, o herói vive sozinho ou volta para casa sozinho."
Entre centenas de outras categorias de motivos, o motivo da donzela-pássaro pertence a um grupo que constitui um núcleo central em escala global (ATU 400); entre os motivos que apresentam ao mesmo tempo uma grande distância de distribuição global e alta centralidade, ele está atrás apenas do motivo de figuras no disco lunar. D'Huy afirma:
"Os diferentes tipos, ou conjunto de tipos, parecem, portanto, ligados por um número muito pequeno de histórias intermediárias. Estas histórias parecem, portanto, mais importantes do que outras na economia da narração, provavelmente atuando para os contadores de histórias como um intermediário mental ou um “intercâmbio rodoviário” entre grupos distintos de tipos de histórias. O sucesso cultural e a área de difusão dos contos-tipo não parecem explicar a centralidade das histórias, mas todas partilham a propriedade de serem provavelmente extremamente antigas, como se a carne do nosso folclore tivesse crescido numa ossatura muito mais velha que isso."

### Motivos folclóricos e tipos de contos
A folclorística estabelecida não reconhece formalmente "Donzelas-cisnes" como um único tipo de conto de Aarne-Thompson. Em vez disso, deve-se falar de contos que exibem o índice dos motivos de Stith Thompson "D361.1. Donzela-cisne", ou "B652. Casamento com pássaro em forma humana" e outros relacionados, que podem ser classificado AT 400, 313, ou 465A. Agravado pelo fato de que esses tipos de contos têm "nada menos que dez outros motivos" atribuídos a eles, o sistema AT torna-se uma ferramenta incômoda para manter o controle de paralelos para esse motivo. Buscando um esquema alternativo, um investigador desenvolveu um sistema de cinco paradigmas da donzela-cisne, quatro deles agrupáveis como um cognato do conto de Grimm (KHM 193, 92, 93 e 113) e o restante categorizado como o paradigma "AT 400". Assim, para uma lista abrangente dos cognatos mais parecidos com os contos da Donzela dos Cisnes, basta consultar os Anmerkungen de Bolte e Polívka ao Conto de Grimm KHM 193, o paradigma mais importante do grupo.

## Antiguidade e origem

### Literatura
Foi sugerido que o romance da apsará Urvasi e do rei Pururavas, da antiga literatura sânscrita, pode ser uma das formas mais antigas do conto da Donzela-Cisne. O motivo também se encontra em registros antigos da China e Japão.
Na mitologia grega, é considerada como exemplo de referência do tipo "donzela-cisne" a história de Peleu e Tétis, porém Tétis é uma ninfa d'água (nereida) multiforme; em versões modernas desse mito, assemelha-se o motivo da captura depender de roubar o cachecol ou outro adereço da ninfa, que acaba sendo recuperado e ela escapa. Frederick Ahl afirma que originalmente pode ser que no mito de Leda fosse ela na verdade o cisne, atacada por uma águia enquanto estivesse na água, tal como se observa que cisnes apenas podem ser capturados quando estão na água após terem removido suas asas, durante a estação de muda. O estudioso reconhece papéis semelhantes às de donzela-cisne também em Clitemnestra, Cassandra e Helena. Na literatura grega, o branco simbolizava o feminino, bem como os cisnes e as regiões do norte.
A antiguidade do conto da donzela-cisne foi sugerida já no século XIX pelo reverendo Sabine Baring-Gould, postulando uma origem do motivo antes da separação da língua proto-indo-europeia, e, devido à presença do conto em diversas e tradições distantes (como os samoiedos e os nativos americanos), havia a possibilidade de que a história fosse ainda mais antiga.

### Geografia e padrões migratórios
Uma linha acadêmica sugere que a dispersão do conto da donzela-cisne está relacionada aos padrões migratórios dos cisnes e de pássaros semelhantes. Jörg Backer contrasta entre as áreas do norte e do sul onde aparecem contos: cisnes e grous na Hungria, Sibéria, China, Coreia e Japão; gansos selvagens entre os povos paleoasiáticos e esquimós e em todo o Noroeste da América do Norte; peris em forma de pomba no Irã.
Arthur T. Hatto reconheceu um aspecto mítico no personagem e na narrativa, mas defendeu uma localização na Eurásia subártica e na América, em relação à migração de cisnes, grous, gansos e aves aquáticas semelhantes. Da mesma forma, Edward Allworthy Armstrong reconheceu a "linhagem antiga" da história e supôs uma origem em um "clima setentrional", ao norte das cadeias de montanhas da Eurásia, onde os cisnes são comuns.
Lotte Motz, por sua vez, observou que a história da donzela-cisne era "atual no cenário primitivo dos povos do norte da Eurásia, onde as aves aquáticas são importantes". Ou seja, defende, em zonas de "sistemas econômicos arcaicos", a donzela-cisne aparece no folclore dos povos "nos quais as aves aquáticas contribuem para o bem-estar econômico da comunidade", que poderá ser afetada pelos padrões migratórios desses pássaros.
Analisando contos iacutes sobre uma donzela-pássaro, o etnógrafo S. Ivanovich Nikolaev, em um artigo de 1982, argumentou que o motivo das donzelas-pássaros retirarem a pele de pássaro lembrava o ato da muda. Segundo ele, os pássaros que perdem as asas durante a muda parecem ocorrer no Extremo Norte, o que indicaria a origem do conto em uma localidade do Norte.
E. A. Armstrong também relatou que "várias" variantes da tradição do sul da Europa têm a donzela-pomba no lugar do cisne. A esse respeito, os estudos observam que a distribuição geográfica original do pombo comum (pomba-da-rocha) parecia restrita à Ásia Menor, Índia, Norte da África e países do sul da Europa, como Grécia e Itália, enquanto a pomba domesticada se originou "do Norte de África e do Próximo Oriente".

### Estudos filogenéticos
Cada um deles usando métodos diferentes, ou seja, observação da área de distribuição do tipo Donzela-Cisne ou uso de métodos filogenéticos para reconstruir a evolução do conto, Gudmund Hatt, Yuri Berezkin e Julien d'Huy mostraram independentemente que este conto popular teria surgido durante o período Paleolítico, na Ásia Pacífico, antes de se espalhar em duas ondas sucessivas na América. Além disso, Yuri Berezkin e Julien d'Huy mostraram que não havia menção a aves migratórias nas primeiras versões deste conto (este motivo parece aparecer muito tarde).
Segundo Julien d'Huy, tal motivo também teria existido na pré-história europeia e teria como heroína uma donzela-búfala. Com efeito, este autor encontra o motivo com animais quadrúpedes na América do Norte e na Europa, numa área coincidente com a área do haplogrupo X.

## Papel da Donzela-Cisne
De acordo com Alan Miller e Amira El-Zein, a donzela-cisne está ligada tanto ao ar (ou "mundo do céu") quanto à água. Nesse sentido, em muitos contos, a donzela-cisne e suas irmãs são filhas de uma divindade celestial, um rei dos espíritos ou vêm dos céus.
As donzelas-cisnes incorporam características desejáveis, como sorte e prosperidade. Nesse sentido, segundo a pesquisadora Serinity Young, ela também representa uma imagem do divino feminino que o personagem masculino tenta captar, pois traz prosperidade e pode elevar este último a "estados mais elevados de ser, incluindo a imortalidade".

### Donzela-cisne como ancestral
De acordo com os estudos acadêmicos, "uma antiga crença na transformação pássaro-humano se manifesta na mitologia eurasiana". Por exemplo, a personagem mítica da donzela-cisne é encontrada "em todo o norte da Eurásia, da Escandinávia à Manchúria". Como tal, "um grande número de populações" nessas regiões a reivindicam como sua ancestral totêmica,, como os povos e tribos da Sibéria e da Ásia Central. Esta narrativa é atestada em mitos etnogenéticos dos povos buriates, chukotko-kamchatkanos, na-denés, basquires e ameríndios. Estudos adicionais sugerem que esta forma de mitologia totêmica remonta a um passado nostrático ou mesmo boreal pré-indo-europeu.
A professora Hazel Wigglesworth, que trabalhou com as muitas línguas dos arquipélagos das Filipinas, afirmou que o personagem do homem mortal é às vezes chamado de Itung ou Beletamey, e ele representa um herói cultural ou ancestral do povo manobo.
O folclorista inglês Edwin Sidney Hartland mencionou um conto sobre uma ancestral divina do povo bantik (da Ilha Celebes) que desce à Terra com seus sete companheiros para se banhar em um lago. Um homem humano os vê vindo à terra e rouba as roupas de uma das donzelas, forçando-a a se casar com ele.
O missionário do século XIX John Batchelor, coletou um conto etiológico do povo ainu sobre a donzela-cisne. Segundo esta história, o cisne – originalmente criado como um anjo – é transformado em uma mulher humana. Ela desce à Terra para salvar um menino ainu em Takai Sara, no distrito de Nikap. Quando ele cresce, eles se casam e têm vários filhos. Ela revela que é um cisne, enviado a ele para "repovoar a raça ainu".
De acordo com estudos, "nas variantes do Cazaquistão e da Sibéria" do conto heroico de Edige, sua mãe é descrita como uma Donzela-Cisne. Edige (Edigu) é conhecido como o fundador histórico da Horda Nogai.
Uma linha de estudos russos e mongóis sugere que o culto da ancestral cisne se desenvolveu na região das Montanhas Altai (ou na região de Altai-Sayan), o que explicaria as características comuns dos mitos etnogenéticos dos povos que habitam a área, por exemplo, povos túrquicos e mongólicos. Por exemplo, o professor buriate T. B. Tsydendambaev supôs que os khorins, de língua mongólica, substituíram seu totem canino por um totem de cisne de origem turca durante o primeiro milênio DC.
De acordo com Käthe Uray-Köhalmi, um trio de irmãs celestiais, identificadas como filhas do próprio Céu ou de uma divindade celestial, aparecem como ajudantes e esposas de heróis masculinos, que se casam com eles e geram clãs e dinastias. Este motivo aparece tanto nos épicos como nas mitologias dos povos mongólico e manchu-tungus, onde assumem a forma de uma ave aquática, como cisnes, grous e gansos selvagens.

#### Povos mongólicos
Entre os buriates, a donzela-cisne ancestral se casa com um homem humano e dá à luz onze filhos, os fundadores dos futuros clãs dos khori. Neste mito ancestral, o caçador humano é chamado Hori Tumed; o bando de pássaros tem nove cisnes, e a mãe cisne dá nomes aos seus 11 filhos. Este é considerado um "mito genealógico popular", já que o protagonista apresenta diversas variações em seu nome. O nome da lendária ancestral cisne dos khorins é dado como Hoboshi.
Numa versão de um mito ancestral dos buriates do Transbaical, recolhido por Jeremiah Curtin no século XIX, um caçador vê três cisnes pousados perto de um lago para tomar banho. Elas tiram as penas para se tornarem jovens mulheres, filhas de Esege Malan. Enquanto elas estão distraídas, o caçador humano esconde as penas de uma delas, deixando-a presa na Terra. Eles se casam e têm seis filhos. Um dia, ela prepara tarasun para o marido, que, depois de beber muito, é convencido pela esposa a devolver-lhe as penas. Ao vesti-los, ela mais uma vez se transforma em um cisne e retorna aos céus, mas uma de suas filhas tenta impedi-la.
Uma versão do conto de Khoridai com a donzela-cisne também é atestada entre os mongóis bargas. O caçador Khoridai se casa com uma donzela-cisne e ela e outra esposa dão à luz 11 ancestrais.
O caçador chamado Hori (e variações) aparece mais frequentemente como o marido da donzela-cisne. No entanto, outros mitos etnogênicos dos buriates o associam como o filho da donzela-cisne. De acordo com estudos, quatro linhagens buriates (Khongodor, Horidoy, Khangin e Sharaid) têm por suas origens um casamento entre um caçador humano e uma mulher cisne chamada Khurmast-tenger, enquanto os buriates de Zakamensk contam a história de três irmãos, Hori, Shosholok e Khongodor, nascidos de uma donzela-cisne.
Um mito semelhante sobre uma ancestral cisne é atestado com os oirates, sobre um caçador humano e sua esposa, a donzela-cisne, que representa o reino celestial (Tengri).
Em outro mito etnogenético dos buriates, o ancestral humano é um caçador chamado Barγutai. Um dia, ele vê sete donzelas tomando banho em um lago e rouba as roupas de uma delas. Seis das donzelas vestem suas vestes, transformam-se em cisnes e voltam aos céus, enquanto a mais nova delas fica para trás, sem roupa. O caçador a encontra e a consola, e os dois se casam. Onze filhos nascem desta união. Ela finalmente recupera suas roupas e retorna aos céus.
A donzela-cisne aparece em um conto sobre a origem do povo daur. Neste conto, intitulado As Fadas e os Caçadores, uma mãe vive com seus dois filhos, Kurugure e Karegure. Um dia, quando eles estão caçando, ela é visitada por duas "mulheres celestiais" que tiram suas roupas de penas. Ambas as mulheres ajudam a velha mãe em suas tarefas e vão embora. A velha mãe conta a história aos filhos. Na próxima vez que as mulheres celestiais aparecerem, os irmãos queimarão suas roupas de penas e se casarão com elas.
Outros estudos também localizam histórias semelhantes da ancestral cisne entre as populações buriates. No relato do clã Sharayt, nove donzelas cisnes voam para o Lago Khangai para se banhar no rio, e o nome do caçador é Sharayhai. Em outros relatos, as donzelas-cisnes são treze, e o encontro com o caçador ocorre perto do rio Kalenga, do rio Lena, do Lago Baikal, ou da Ilha Olkhon.

#### Povos turcos
Os estudos apontam que, em alguns povos turcos do norte da Ásia, o cisne aparece como seu ancestral. Um exemplo é Khubai-khatun, que aparece no olonkho iacute de Art-toyon. Foram notadas conexões etimológicas entre Khubai-khatun (anteriormente Khubashi) com Khoboshi mongólico/buriate, o que indicaria "grande antiguidade" e possível transmissão cultural entre os povos.
Os estudos também listam Homay/Humai, a filha do Rei dos Pássaros, Samrau, em Ural-batyr, o épico basquir, como outra donzela-cisne. Ela aparece no folclore como um ser divino, filha da divindade celestial Samrau, e assume a forma de um pássaro com características solares.
O cisne também aparece em um mito etnogenético da tribo Yurmaty como a companhia de um caçador humano.

### Xamanismo
De acordo com estudos, "uma antiga crença na transformação pássaro-humano se manifesta... nas práticas xamânicas". Edward A. Armstrong e Alan Miller notaram que os cisnes aparecem no xamanismo siberiano, que, segundo Miller, contém histórias sobre xamãs masculinos nascidos de um pai humano e de uma esposa divina em forma de pássaro.
Na mesma linha, o estudioso Manabu Waida transcreveu um conto coletado no Transbaical, Mongólia, entre os buriates, onde o caçador humano se casa com uma das três donzelas cisnes, filhas de Esege Malan. Em outro relato, os filhos e filhas nascidos dessa união tornam-se grandes xamãs. Uma história semelhante ocorre nas Ilhas Ryukyu, onde a donzela-cisne, encalhada na Terra, dá à luz um filho que se torna um toki e duas filhas que se tornam uma noro e uma yuta.
A pesquisadora Rosanna Budelli também defende "reminiscências xamânicas" no conto das Mil e Uma Noites de Hasan de Basra (e análogos Mazin de Khorassan e Jansah), por exemplo, o "traje ornitomórfico" das donzelas-pássaros que aparecem na história.

### Psicologia
Otto Rank analisa a lenda da donzela-cisne na história de Lohengrin, e Carl Jung cita sua interpretação de que ela pode expressar a perda ou separação da mãe como um dos componentes do mito do herói: "A mesma ideia é expressa no mito da donzela-cisne, que voa novamente após o nascimento da criança, tendo seu propósito cumprido".
Na psicologia analítica, a donzela-cisne é vista como uma imagem que psicologicamente muitas vezes pode representar a anima, o que é afirmado por Emma Jung e Marie Louise von Franz. Haveria uma tentativa de aprisionamento da anima pelo homem, quando ele forçosamente rouba as vestes de pássaro. Carl Jung afirmou que o roubo do véu no mito da donzela-cisne também poderia indicar o incesto, que em sua interpretação é a regressão ao inconsciente. Von Franz assim diz: "O motivo da donzela-cisne simboliza um esforço para se tornar consciente, para puxar o ser superior que está escondido atrás do selvagem para uma consciência mais elevada". Mas ela afirma que é difícil distinguir em contos de fadas se a princípio é apresentado um ponto de vista feminino, ou se é a escrita de um homem expressando um aspecto de sua própria personalidade que seria tradicionalmente visto como feminino.

## Lenda

### Lenda típica

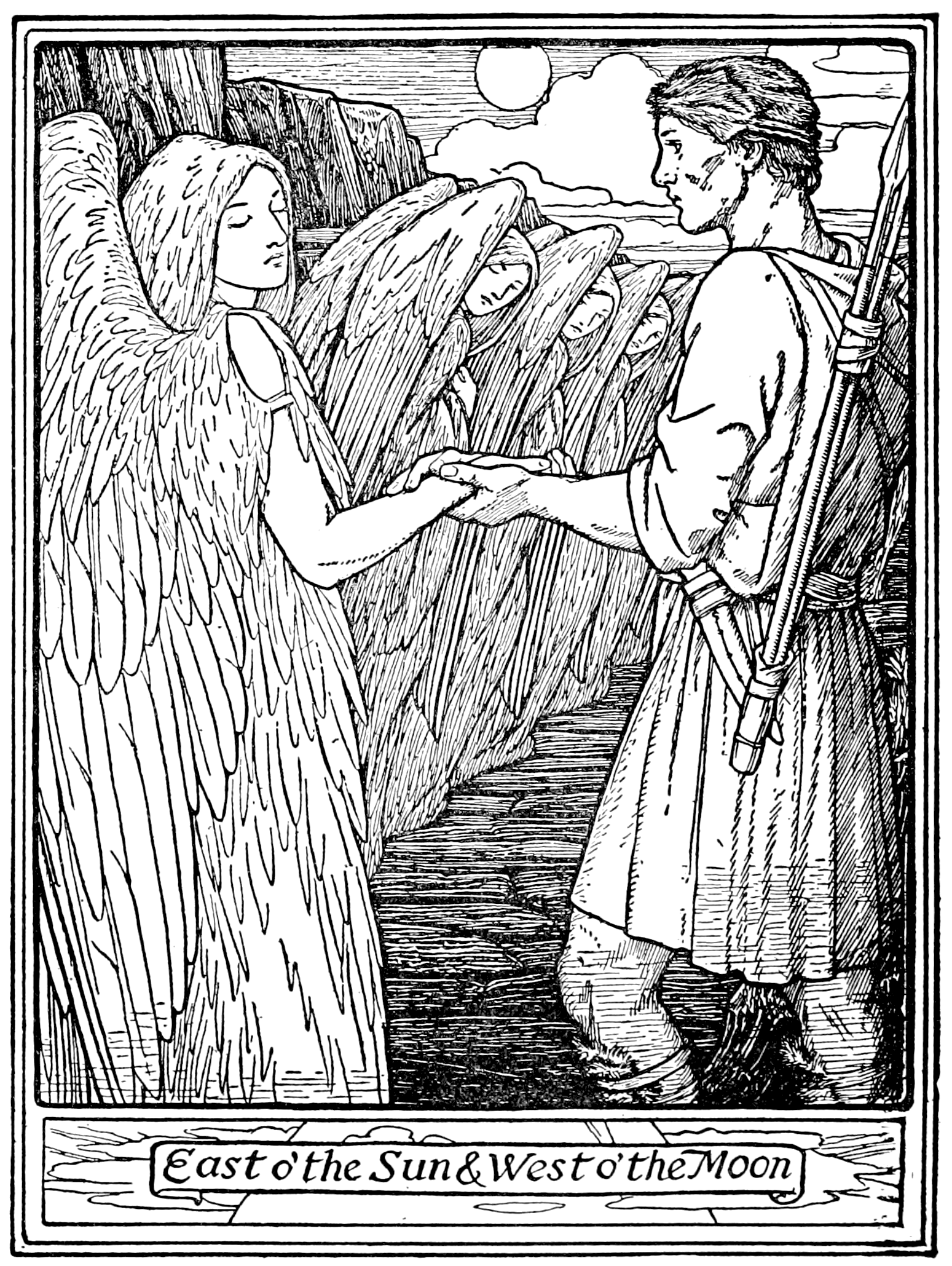
O caçador reconhece sua noiva entre o desfile de donzelas idênticas. Ilustração do Livro de Fadas de Europa de Jacobs, de John D. Batten

Os contos populares coletados geralmente seguem o seguinte enredo básico. Um jovem solteiro rouba um manto mágico feito de penas de cisne de uma donzela-cisne que vem se banhar em um corpo d'água, para que ela não voe, e se casa com ela. Geralmente ela dá à luz seus filhos. Quando as crianças crescem, cantam uma canção sobre onde o pai escondeu o manto da mãe, ou alguém pergunta por que a mãe sempre chora, e encontram o manto para ela, ou então traem o segredo. A donzela-cisne imediatamente pega seu manto e desaparece para o lugar de onde veio. Embora as crianças possam entristecê-la, ela não as leva consigo.
Se o marido conseguir encontrá-la novamente, será uma busca árdua, e muitas vezes a impossibilidade é suficientemente clara para que ele nem tente.
Em muitas versões, embora o homem seja solteiro (ou, muito raramente, viúvo), ele é auxiliado pela mãe, que esconde a imenta mágica (ou manto de penas) da donzela. Em algum momento da história, a mãe é convencida ou forçada a devolver a roupa escondida e, assim que a donzela-cisne a e, ela desliza em direção ao céu – o que dá início à busca.

#### Aberturas alternativas
O folclorista romeno Marcu Beza chamou a atenção para dois outros episódios introdutórios: (1) sete pássaros brancos roubam as maçãs douradas de uma árvore no jardim do rei (episódio semelhante ao conto alemão O Pássaro Dourado), ou, alternativamente, vêm e pisoteiam os campos; (2) o herói recebe uma chave e, contra a vontade de seu mestre, abre uma câmara proibida, onde as donzelas-pássaros se banham.
A pesquisadora Barbara Fass Leavy notou uma variação do primeiro episódio de abertura (descrito acima), que ocorre nos contos escandinavos: o terceiro ou único filho de um homem monta guarda nos campos de seu pai à noite para descobrir o que está pisoteando os campos de seu pai, e vê três donzelas dançando em um prado.

### Lenda germânica
Na mitologia germânica, a personagem da donzela-cisne é associada a "múltiplas valquírias", traço já observado por Jacob Grimm em seu livro Deutsche Mythologie (Mitologia Teutônica). Tal como a lenda internacional, a sua camisa mágica de cisne permite a sua transformação aviária.
Na lenda heroica germânica, as histórias de Velando (ou Volundo), o Ferreiro, descrevem-no como se apaixonando por Swanhilde, uma Donzela-Cisne, que é filha de um casamento entre uma mulher mortal e um rei feérico, que proíbe sua esposa de perguntar sobre suas origens; quando ela lhe pergunta, ele desaparece. Swanhilde e suas irmãs são capazes de voar como cisnes. Mas ferida por uma lança, Swanhilde cai no chão e é resgatada pelo mestre artesão Wieland, e se casa com ele, deixando de lado suas asas e seu anel mágico de poder. Os inimigos de Wieland, os Neidings, sob o comando da princesa Bathilde, roubam o anel, sequestram Swanhilde e destroem a casa de Wieland. Quando Wieland procura Swanhilde, eles o prendem e o aleijam. No entanto, ele cria asas para si mesmo e foge com Swanhilde enquanto a casa dos Neidings é destruída.
Um terceiro conto com uma valquíria é a história de Kára e Helgi Haddingjaskati, atestada no Kara-lied. Uma personagem com nome semelhante e transformação de cisne aparece na saga Gripssonar de Hrómundar, onde ajuda seu amante Helgi.

### Donzela-cisne como filha ou serva de um antagonista

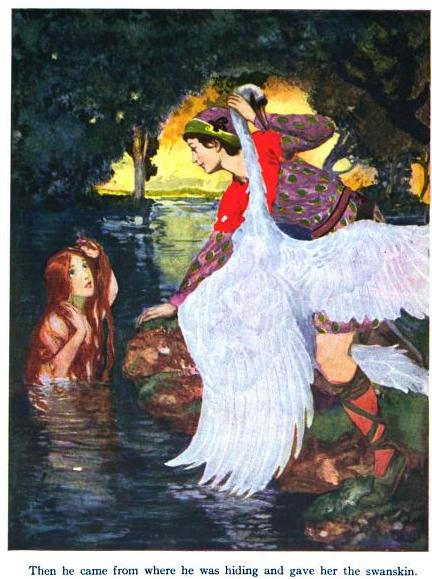
O filho mais velho do Rei da Irlanda devolve a pele de cisne a Fedelma, a Filha do Encantador. Ilustração de Willy Pogány para The King of Ireland's Son (1916), de Padraic Colum.

O segundo tipo de conto que envolve a donzela-cisne é o tipo ATU 313, "A Fuga Mágica", onde a personagem ajuda o herói contra um antagonista. Pode ser a ama da donzela, por exemplo, uma bruxa, como em um conto publicado pelo ilustrador Howard Pyle em The Wonder Clock,  ou o pai da donzela, por exemplo, o personagem de Morskoi Tsar nos contos de fadas russos. Neste segundo formato, o herói do conto espia as donzelas-pássaros (cisne) tomando banho e esconde a vestimenta (pele de pena) da mais nova, para que ela o ajude a chegar ao reino do vilão do conto (geralmente o pai da donzela-cisne).
Na história escocesa intitulada "O conto do filho do rei da Irlanda e da filha do rei do capuz vermelho" (em gaélico escocês:  Sgeulachd air Mac Righ Éirionn agus Nighean Rígh a' Churraichd Ruaidh), o príncipe da Irlanda se apaixona pelo Cisne Branco do Pescoço Liso, também chamada de Brilho do Sol, a jovem filha do Rei do Capuz Vermelho, ao vê-la vindo se banhar em um lago.
Em um conto de fadas flamengo, Het zwanenmeisje van den glagen berg ("A Donzela-Cisne da Montanha de Vidro"), um jovem caçador busca a vestimenta de cisne de uma donzela que toma banho, que a pede em troca. Quando ela o usa, ela diz ao caçador para encontrá-la na Montanha de Vidro. Depois de conseguir escalar a montanha, o jovem reconhece sua amada donzela-cisne e pede à mãe a mão da filha em casamento. A mãe garante ao humano que ele poderá se casar com a filha dela, depois de realizar três tarefas difíceis.
Em um conto dos evenkis intitulado A Águia Grata, o herói é prometido a um velho depois que ele ajudou o pai do herói a fechar um caixão mágico. Anos depois, o herói encontra três donzelas-cisnes tomando banho no rio e pega o manto de uma delas. Ela insiste que o menino o devolva e diz-lhe para visitar a aldeia dela, onde o velho também mora. Logo ao chegar, ele vai até a casa do velho e é atendido por "uma linda empregada", que mais tarde se revela ser neta do velho.

### Outras ficções
A donzela-cisne apareceu em vários itens de ficção.

#### Na lenda
Num poema tártaro, aparece a personagem de As Mulheres-Cisne, Tjektschäkäi, que desenvolve uma relação inimiga com o herói Kartaga Mergän.
Em um byliny russo ou poema heroico, um personagem chamado Cisne Branco (Byelaya Lebed'), cujo nome verdadeiro pode ser Avdotya ou Marya, aparece como o interesse amoroso traidor do herói.

#### No folclore
Os estudiosos observaram que a Donzela-Cisne aparece "em todas as antigas terras celtas".
Por outro lado, a investigadora Maria Tatar salienta que o conto da "Donzela-Cisne" é "difundido nas regiões nórdicas ".
A acadêmica Lotte Motz comparou sua presença em diferentes regiões geográficas. Segundo o seu estudo, ela aparece como personagem de conto de fadas nos "países mais meridionais", enquanto "nas regiões setentrionais" torna-se um mito e "um elemento de fé".

##### Nas tradições celtas
Patricia Monaghan afirmou que a donzela-cisne era uma "figura folclórica irlandesa, escocesa e celta continental", aparecendo, por exemplo, na Armórica.
A folclorista britânica Katharine Mary Briggs, embora reconhecesse a universalidade do conto, sugeriu que o personagem parecia mais predominante na tradição dos contos de fadas celtas das Ilhas Britânicas. Ela afirmou na introdução do livro da colega colecionadora de folclore e escritora britânica Ruth Tongue que "variantes [do conto da Donzela-Cisne] são comuns no País de Gales".
Na mesma linha, William Bernard McCarthy relatou que na tradição irlandesa o tipo de conto ATU 400 ("Swan Maiden") é frequentemente fundido com ATU 313 ("The Master Maid", "The Magical Flight", "The Devil's Daughter"). A esse respeito, o folclorista norueguês Reidar Thoralf Christiansen sugeriu que a presença da personagem da donzela-cisne no conto tipo ATU 313 "poderia ser explicada pela circunstância de que em ambos os ciclos uma mulher com poderes sobrenaturais desempenha um papel principal".
Além disso, o celticista Tom Peete Cross concluiu que a donzela-cisne "figurava na literatura celta antes do século XII", embora, nesta tradição, ela fosse frequentemente confundida com mulheres sobrenaturais semelhantes, ou seja, a fada-princesa celta, a fée que toma iniciativa e a fada d'água.

###### Nas sagas irlandesas
Diz-se que o cisne é a forma preferida adotada pelas deusas celtas. Mesmo nesta forma, sua natureza sobrenatural é identificável por uma corrente de ouro ou prata pendurada no pescoço.
No Ciclo Mitológico Irlandês de histórias, no conto Tochmarc Étaine, um teste semelhante envolvendo o reconhecimento da esposa entre sósias acontece com Eochu Airem, quando ele tem que encontrar sua amada Étaine, que voou para longe na forma de um cisne.
Um segundo conto irlandês de uma donzela se transmutando em cisne é a história do herói Óengus, que se apaixona por Caer Ibormeith, em um sonho. Quando ele a encontra, Caer está em forma de cisne, usando uma corrente de ouro, e acompanhada por 150 servas também em forma de cisne, cada par preso por uma corrente de prata.
Em outro conto, relativo ao nascimento do herói Cú Chulainn, um bando de pássaros, "unidos aos pares por correntes de prata", aparece e guia os homens do Ulster até uma casa, onde uma mulher estava prestes a dar à luz. Em um relato, os pássaros eram a mãe de Cu Chulainn, Deichtire, e suas donzelas.

###### Folclore irlandês e escocês
Num conto escocês (em gaélico escocês:  Mac an Tuathanaich a Thàinig a Raineach), o filho do fazendeiro vê três donzelas cisnes tomando banho na água e esconde suas roupas, em troca da mais nova delas (irmãs, ao todo) se casar com ele.
No conto de fadas irlandês As Três Filhas do Rei do Oriente e o Filho de um Rei em Erin, três donzelas-cisnes vêm se banhar em um lago (Loch Erne) e conversar com o filho mais velho de um rei, que estava pescando no lago. Sua madrasta malvada convence um jovem vaqueiro a enfiar um alfinete mágico nas roupas do príncipe para fazê-lo adormecer. O feitiço funciona duas vezes, e em ambas as ocasiões as donzelas-cisnes tentam ajudar o príncipe a acordar. Uma narrativa semelhante é o conto irlandês O Corcel de Nove Pernas.
Em outro conto irlandês, A Casa no Lago, um homem chamado Enda ajuda a Princesa Mave, transformada em cisne, a quebrar a maldição que sua malvada madrasta lançou sobre ela.
Em outro conto, a deusa Áine, metamorfoseada em cisne, estava se banhando no lago e foi vista por um duque humano, Gerald Fitzgerald (Gearóid Iarla) que sentiu um desejo apaixonado por ela. Ciente da única maneira de torná-la sua esposa, o duque apoderou-se do manto de fada de Áine. Uma vez subjugada e privada de seu manto mágico, ela renunciou a ser a esposa do humano, e eles tiveram um filho.
Em uma lenda local no baronato de Inchiquin, condado de Clare, antes dos O'Briens tomarem as terras dos Clann-Ifearnain, o jovem chefe O'Quin segue um cervo até a costa do Lago Inchiquin e vê cinco cisnes perto da água. Os cinco cisnes tiram a pele de cisne e se tornam donzelas. O'Quin rouba as roupas de uma delas; as outras voltam a ser cisnes e partem, deixando a companheira entregue ao seu destino. A donzela-cisne capturada é cortejada pelo homem O'Quin, até que ela conceda casar-se com ele, sob duas condições: o casamento deles deve ser mantido em segredo e nenhum homem do Clann-Brian deve estar sob seu teto, para que ela não desapareça e o o homem se torne o último de seu clã. O'Quin e a donzela-cisne vivem sete anos felizes de casamento, com dois filhos nascidos, até um dia fatídico: O'Quin conhece um membro do clã O'Brien e o convida para seu castelo. Ele recebe seu convidado e aposta contra ele todos os seus bens e posses mundanas, e perde. Lembrando-se da previsão de sua esposa, O'Quin vai até o quarto dela e a vê de volta à forma de cisne, com seus dois filhos metamorfoseados em cisnes. A mãe cisne e seus filhos voam para as brumas do lago e não são mais vistos, encerrando assim a linha O'Quin. Existem pelo menos 9 relatos da lenda: em três deles, a esposa sobrenatural é explicitamente uma donzela-cisne. Em outros relatos, o O'Brien da lenda é identificado com Tyge Ahood (ou Tadhg an Chomhaid) O'Brien, Príncipe de Thomond. O número de cisnes também pode variar entre os relatos: cinco, sete ou um "número" geral deles.

###### País de Gales
A autora Marie Trevelyan afirmou que o cisne aparece na tradição galesa, às vezes "intimamente ligado" às fadas. Ela também forneceu o resumo de um conto de Whitmore Bay, Ilha Barry, em Glamorgan que ela afirmou "era bem conhecido no início do século XIX". Nesta história, um jovem agricultor, trabalhando num campo perto do mar, vê um cisne pousando perto de uma pedra; o pássaro tira as penas, vira mulher, toma banho por um tempo e depois volta como pássaro aos céus. Isso continua por algum tempo, até que o fazendeiro decide esconder as penas do cisne na próxima vez que a mulher for tomar banho no lago. Acontece assim e a mulher cisne implora por suas penas de volta, mas o fazendeiro recusa. Eles eventualmente se casam e ele esconde a pele de pena em um baú de carvalho trancado. Um dia, o homem esquece de trancar o baú; a mulher-cisne recupera suas penas e voa para longe de casa como um cisne. O fazendeiro volta para casa bem a tempo de ver sua partida e morre de coração partido.
Em outra história contada por Marie Trevelyan, um homem de Rhoose visita seu amigo em Cadoxton-juxta-Barry. "Naquela época" - como diz esta história - a Ilha Barry só era acessível na maré baixa. Os dois amigos passam algum tempo juntos e perdem a noção do tempo, quando a maré sobe o suficiente para bloquear seu retorno. Ambos decidem passar por Friar's Point. Lá, eles veem dois cisnes pousando e se tornando duas mulheres ao tirarem a pele de cisne. Os dois homens decidem roubar as peles das mulheres. Ambas as mulheres imploram pelas peles e penas de volta, mas os homens negam o pedido. As mulheres cisnes casam-se com cada homem. A esposa do homem de Cadoxton é atropelada por uma carroça e, quando as pessoas vêm buscar seu cadáver, ela se transforma em um cisne e sai voando. Quanto ao outro homem, após sete anos de casamento, ele joga fora algum lixo no quintal, entre eles as asas de cisne. A esposa os encontra, coloca-as de volta e voa como um cisne.

##### Europa Ocidental
As coleções de contos de fadas flamengos também contêm dois contos com a presença da Donzela-Cisne: De Koning van Zevenbergen ("O Rei das Sete Montanhas") e Het Zwanenmeisje van den glagen Berg ("A Donzela-Cisne da Montanha de Vidro"). Johannes Bolte, em uma resenha do livro da publicação de Pol de Mont e Alfons de Cock, observou que sua história era paralela ao KHM 193 de Grimms, O Tocador de Tambor.
Num conto ibérico (Os Sete Pombos), um pescador avista uma menina de cabelos negros penteando os cabelos nas rochas. Ao se aproximar de dois pombos, ela termina sua atividade de preparação e se transforma em um cisne com uma coroa na cabeça. Quando os três pássaros pousam em um navio próximo, eles recuperam suas formas humanas de donzelas.
Num conto de fadas belga, que lembra a lenda do Cavaleiro dos Cisnes, As Donzelas dos Cisnes e o Cavaleiro de Prata, sete cisnes - na verdade sete princesas amaldiçoadas nessa forma - conspiram para ajudar a princesa presa Elsje com a ajuda do Cavaleiro de Prata. A Princesa Elsje, por vontade própria, quer ajudar as sete irmãs cisnes a recuperarem sua forma humana, tricotando sete casacos e permanecendo em silêncio o tempo todo para que o encantamento funcione.

##### Alemanha
Uma versão da trama da Donzela-Cisne (Schwanenjungfrau) acontece no conto suábio Os Três Cisnes (Von drei Schwänen): um caçador viúvo, guiado por um velho da floresta, consegue a vestimenta mágica da donzela-cisne e se casa com ela. Quinze anos se passam e sua segunda esposa encontra seu casaco de cisne e sai voando. O caçador a segue e chega a um castelo, onde moram sua esposa e suas irmãs. A donzela-cisne diz-lhe que ele deve passar por árduas provações no castelo durante três noites, para quebrar a maldição lançada sobre as mulheres. (Ver também A História do Jovem que Queria Aprender o que era o Medo (ATU 326), ecoando o motivo de passar a noite em um castelo encantado).
No conto alemão coletado por Johann Wilhelm Wolf (alemão: Von der schönen Schwanenjungfer; "O Conto da Bela Donzela-Cisne"), um caçador na França avista um cisne em um lago que implora para não atirar nele. O cisne também revela que é uma princesa e, para quebrar sua maldição, ele deverá passar por perigosas provações em um castelo.
Num conto recolhido em Wimpfen, perto do rio Neckar (Die drei Schwäne), um jovem descansava à beira de um lago quando avistou três cisnes brancos como a neve. Ele adormeceu e, ao acordar, percebeu que foi transportado para um grande palácio. Ele então foi saudado por três mulheres fadas (sugerindo serem os cisnes).

##### Europa Oriental
A autora tcheca Bozena Nemcova publicou um conto intitulado Zlatý vrch ("A Colina Dourada"), no qual Libor, um jovem pobre, vive com sua mãe viúva em uma casa na floresta. Ele encontra trabalho sob a tutela do jardineiro real. Um dia, enquanto descansava perto de um lago, ele percebe um barulho próximo. Espiando por entre os arbustos, vê três donzelas tomando banho, a mais nova a mais linda delas. Elas vestem suas vestes brancas e "véus flutuantes", tornam-se cisnes e voam para longe. No dia seguinte, Libor esconde o véu da mais nova, chamada Čekanka. O jovem a convence a se tornar sua esposa e dá o véu para sua mãe esconder. Um dia, a donzela-cisne engana a mãe de Libor para que devolva seu véu e diz a Libor que deve se aventurar na Colina Dourada se algum dia a quiser de volta. Com a ajuda de um corvo e de alguns objetos mágicos roubados de gigantes, ele chega à Colina Dourada, onde Cekanka mora com suas irmãs e sua mãe bruxa. A bruxa atribui três tarefas perigosas a Libor, que ele realiza com a ajuda de sua amada. A terceira é identificar Cekanka em uma sala com donzelas vestidas de maneira semelhante. Ele consegue. A dupla decide escapar da Colina Dourada, enquanto a mãe bruxa sai em sua perseguição. Transformando-se em coisas diferentes, ambos escapam do perseguidor e voltam para casa.

###### Romênia
A personagem da donzela-cisne também aparece em um conto etiológico da Romênia sobre a origem do cisne. No mesmo livro, do professor Moses Gaster, ele traduziu uma "cantiga de Natal" romena com o mesmo tema, e observou que o personagem "ocorre com muita frequência" na Romênia.

##### Rússia
Outra ocorrência do motivo existe no conto popular russo Doce Mikáilo Ivánovich, o Andarilho: Mikailo Ivanovich vai caçar e, quando mira em um cisne branco, este implora por sua vida. Então, o cisne se transforma numa adorável donzela, a Princesa Márya, por quem Mikail se apaixona.
Em um conto com o heroico bogatyr Alyosha Popovich, Danilo, o Azarado, o titular Danilo, o Azarado, um nobre, conhece uma "Vovó" (uma velha e sábia), que o aponta para o oceano azul. Quando a água aumentar, uma criatura chamada Chudo-Yudo aparecerá, e Danilo deve agarrá-la e usá-la para invocar a bela Donzela-Cisne.
Em um conto calmuque, Tsarkin Khan e o Arqueiro, um Arqueiro rouba o manto de uma donzela-cisne "coroada de ouro" quando ela estava em forma humana e se casa com ela. Mais tarde, o titular Tsarkin Khan quer se casar com a esposa donzela-cisne do Arqueiro e planeja se livrar dele estabelecendo tarefas perigosas.

##### Norte da Europa

###### Suécia
Num conto de fadas sueco, A Donzela-Cisne, o rei anuncia uma grande competição de caça. Um jovem caçador avista um cisne nadando em um lago e mira nele, mas o cisne implora para não atirar nele. O cisne se transforma em donzela e explica que está encantada com essa forma, mas que o caçador pode ajudá-la a quebrar o feitiço.
Em outro conto de fadas sueco coletado de Blekinge, também chamado A Donzela-Cisne, um jovem caçador vê três cisnes se aproximando de um sund (estreito de mar) e tirando suas peles de animais. Elas se revelam três lindas donzelas e ele se apaixona por uma delas. Ele volta para casa e avisa à mãe que pretende se casar com uma delas. Ela o aconselha a esconder a vestimenta de penas da donzela. Ele faz isso no dia seguinte e ganha uma esposa para si. Sete anos depois, já acomodado na vida doméstica, o caçador conta a verdade à donzela-cisne e devolve-lhe a vestimenta de penas. Ela volta a ser um cisne e sai voando. O marido humano morre um ano depois.

##### Folclore finlandês
A trama usual envolve uma donzela-pássaro mágica que desce do céu para se banhar em um lago. No entanto, existem variantes em que a donzela e/ou suas irmãs são princesas amaldiçoadas, como na história finlandesa Vaino e a Princesa Cisne.

##### Ásia
A donzela-cisne aparece em um conto do povo yao da China.
Em um conto dos kacharis, Sā-se phālāngī gotho-nī khorāng ("A história do rapaz comerciante"), um jovem órfão decide ganhar a vida em terras estrangeiras. Ele compra mercadorias e um barco e contrata ajudantes. Ele e sua equipe chegam a outro país, onde um casal de idosos morava com seu cisne de estimação. Um dia, o jovem vê o cisne transformar-se em donzela e fica apaixonado. Ele compra o cisne do velho casal na esperança de que ele se torne uma menina novamente, mas não teve essa sorte. O jovem definha de saudade e sua mãe fica preocupada. Uma mulher sábia aconselha mãe e filho a prepararem uma mistura de cinzas e óleo, arranjarem um rabo de iaque e fingirem que adormecem à noite. O cisne tira a roupa de animal e, como humano, começa a "adorar os deuses do seu país". O jovem acorda, pega a plumagem e joga no fogo. A donzela desmaia, mas o jovem usa a mistura nela e a abana com o rabo do iaque. Ela acorda e se casa com o humano, dando à luz muitos filhos.

##### América
Um conto nativo americano tem como personagem o Cisne Vermelho, um pássaro de plumagem avermelhada. A ave atrai a atenção de um jovem guerreiro, que sai em busca dela.

#### Contos de fadas literários (Kunstmärchen) e outras obras
Acredita-se que a história da donzela-cisne tenha sido a base para o balé Lago dos Cisnes, no qual uma jovem princesa, Odette e suas donzelas estão sob o feitiço de um feiticeiro malvado, Von Rothbart, transformando-as em cisnes durante o dia. À noite, elas recuperam suas formas humanas e só poderão ser resgatadas se um jovem jurar amor eterno e fidelidade à Princesa. Quando o Príncipe Siegfried jura seu amor por Odette, o feitiço pode ser quebrado, mas Siegfried é levado a declarar seu amor pela filha de Von Rothbart, Odile, disfarçada por magia como Odette, e tudo parece perdido. Mas o encanto é finalmente quebrado quando Siegfried e Odette se afogam num lago de lágrimas, unindo-os na morte por toda a eternidade. Enquanto o renascimento do balé de 1895 retratava as donzelas-cisnes como mulheres mortais amaldiçoadas a se transformarem em cisnes, o libreto original de 1877 as retratava como verdadeiras donzelas-cisnes: fadas que podiam se transformar em cisnes à vontade. Vários filmes de animação baseados no balé, incluindo A Princesa Cisne e Barbie do Lago dos Cisnes retratam as heroínas principais como estando enfeitiçadas e ambas são eventualmente resgatadas por seus príncipes.

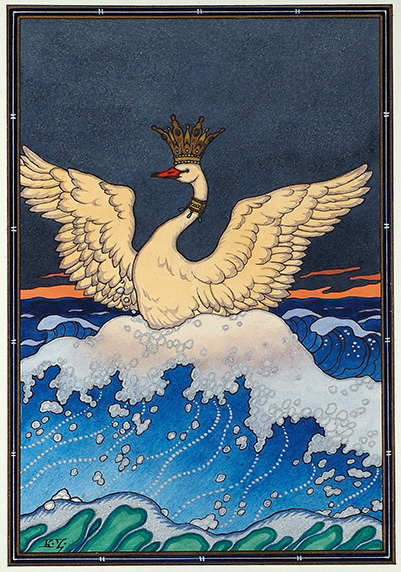
A Princesa Cisne cavalga sobre as ondas de Buyan. Ilustração de Boris Zvorykin.

O cisne mágico também aparece no poema russo O Conto do Czar Saltan (1831), de Alexander Pushkin. O filho do czar titular Saltan, o príncipe Gvidon e sua mãe são lançados ao mar em um barril e levados à costa em uma ilha mística. Lá, o príncipe cresce em poucos dias e se torna um excelente caçador. O Príncipe Gvidon e sua mãe começam a se estabelecer na ilha graças à ajuda de um cisne mágico chamado Princesa Cisne, e no final do conto ela se transforma em princesa e se casa com o Príncipe Gvidon.
Uma variante da narrativa da donzela-cisne está presente na obra de Johann Karl August Musäus, um antecessor do empreendimento dos Irmãos Grimm no início de 1800. O terceiro volume de seu Volksmärchen der Deutschen (1784) contém a história de Der geraubte Schleier ("O Véu Roubado").

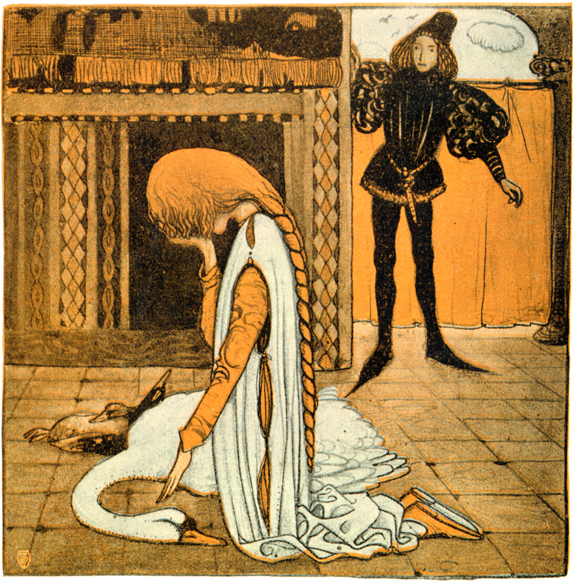
Princesa Cisne chorando. Arte de John Bauer (1908) para o conto Svanhammen de Helena Nyblom.

A escritora sueca Helena Nyblom explorou o tema de uma donzela-cisne que perde seu manto de penas em Svanhammen (O Traje de Cisne), publicado em 1908, em Bland tomtar och troll (Entre Gnomos e Trolls), uma antologia anual de contos de fadas e histórias literárias.
Numa obra literária de Adrienne Roucolle, O Reino das Fadas Boas, no capítulo O Cisne Encantado, a princesa Lilian é transformada em cisne pela malvada Fada Cicuta.
O romancista e autor irlandês Padraic Colum reelaborou uma série de lendas irlandesas em seu livro O Filho do Rei da Irlanda, entre elas a história da donzela-cisne como filha de um bruxo. Neste livro, o filho mais velho do Rei da Irlanda perde uma aposta contra o inimigo do seu pai e deverá encontrá-lo dentro de um ano e um dia. Ele é aconselhado por uma águia falante a espionar três cisnes que descerão em um lago. São filhas do Encantador das Terras Interiores Negras, o mago que o príncipe procura. O príncipe é instruído a esconder com uma fita verde a pele do cisne, que é Fedelma, a filha mais nova do Encantador.

### Versões masculinas
Contos de noivos animais são conectados ao tipo da donzela-cisne, frequentemente apresentando paralelos, mas muitas vezes em inversão da história (humanos se transformando em cisnes); também há aqueles em que meninos se transformam em cisnes, um bom exemplo sendo o conto de fadas Os Seis Cisnes, em que enteados são amaldiçoados por uma madrasta com camisas de pele de cisne que os transformam em cisnes. Crianças-cisnes são mais frequentes em histórias da Idade Média, como na versão do cavaleiro dos cisnes, com a origem mais antiga encontrada no Dolopathos: um caçador avista uma donzela (mágica) tomando banho em um lago e, depois de alguns anos, dá à luz sétuplos (seis meninos e uma menina), que nasceram com correntes de ouro no pescoço. Após serem expulsas pela avó, as crianças se banham em um lago em sua forma de cisne, e voltam à forma humana graças às suas correntes mágicas. Outros contos relacionados de padrastos amaldiçoando seus enteados são a lenda irlandesa de Os Filhos de Lir e Os Cisnes Selvagens, um conto de fadas literário do autor dinamarquês Hans Christian Andersen.
Outra história de um cisne masculino é Príncipe Cisne (Prinz Schwan), um conto obscuro coletado pelos Irmãos Grimm na primeira edição de seu Contos (1812), mas removido das edições subsequentes.
A autora tcheca Božena Němcová incluiu no primeiro volume de sua coletânea Contos e Lendas Nacionais, publicada em 1845, um conto que ela intitulou O Cisne (O Labuti), sobre um príncipe que é transformado em cisne por uma bruxa porque sua malvada madrasta queria se livrar dele.
O conto brasileiro Os três cisnes, colecionado por Lindolfo Gomes, conta a história de uma princesa que se casa com um príncipe encantado. Depois que sua esposa quebra um tabu (ele nunca conseguia se ver no espelho), ele se transforma em um cisne, o que leva sua esposa em uma jornada para descobrir seu paradeiro, com a ajuda de um velho lenhador.

## Motivo de esposa animal

### Distribuição e variantes

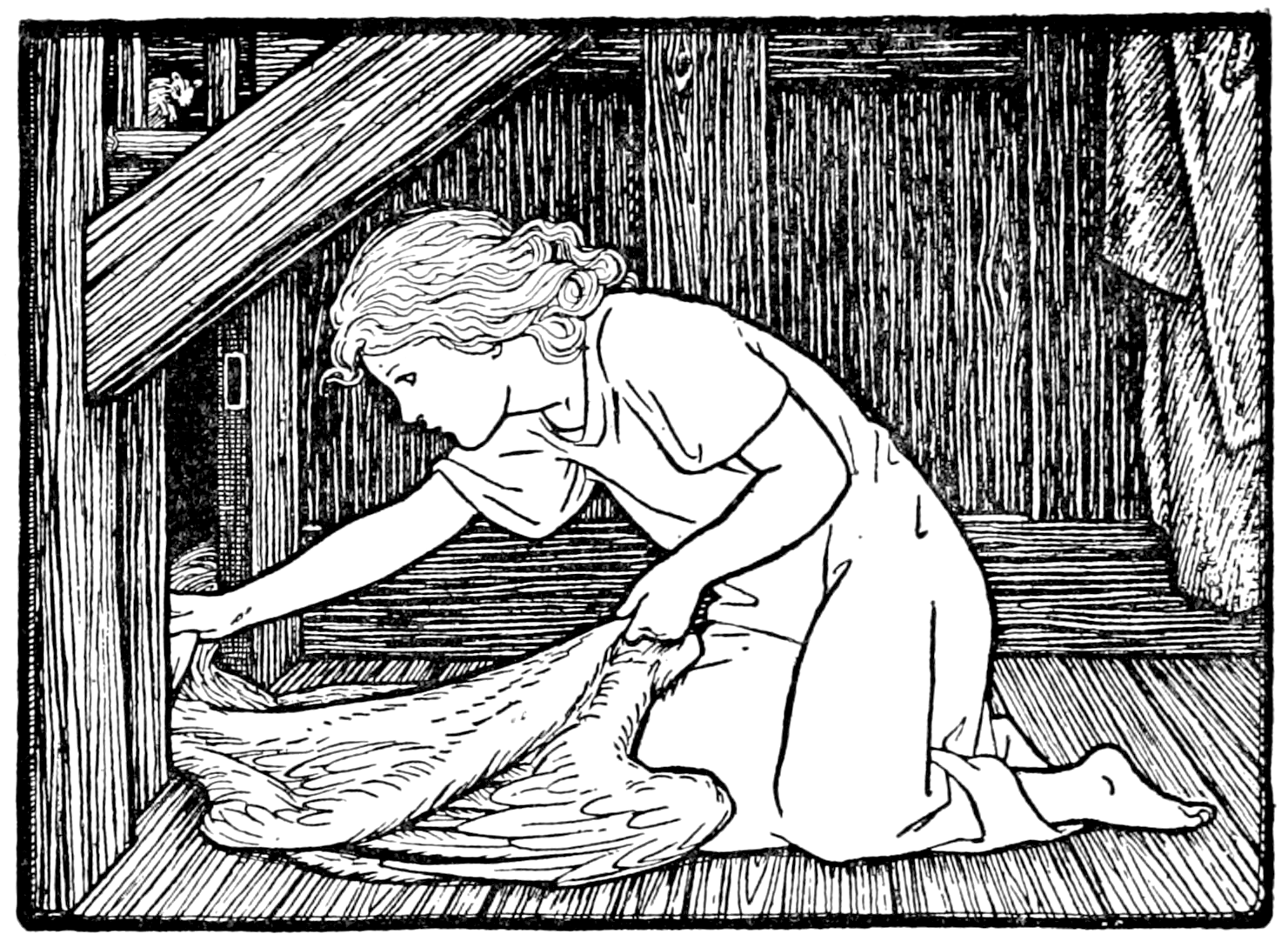
O filho da donzela-cisne encontra a pele de pena escondida de sua mãe. Ilustração do Livro de Fadas de Europa de Jacobs, de John D. Batten

O motivo da esposa de origem sobrenatural (na maioria dos casos, uma donzela-cisne) apresenta apelo universal, estando presente nas tradições orais e folclóricas de todos os continentes. O cisne é a espécie típica, mas pode transformar-se em "gansos, patos, colhereiros, ou aves aquáticas de alguma outra espécie". Outros animais incluem "pavoas, calaus, galinhas selvagens, periquitos e casuares".
O grupo de contos populares ATU 402 ("A Noiva Animal") é encontrado em todo o mundo, embora os animais variem. O conto de fadas italiano "A Menina Pomba" apresenta uma pomba.
Na África, o mesmo motivo é mostrado nas donzelas-búfalas. A donzela-cisne também foi comparada à "Menina-Asno" ou "Donzela-Asno" do folclore hauçá. Além disso, de acordo com o folclorista americano William Bascom, em narrativas semelhantes entre os iorubás e os fon, a esposa animal é um búfalo africano, uma gazela, uma corça, às vezes um duiker ou antílope.
No Leste Asiático, também é conhecido por donzelas que se transformam em várias espécies de aves.
O professor russo Valdemar Bogoras coletou uma história de uma mulher yukaghir em Kolyma, na qual três irmãs tungus se transformam em "gansos fêmeas" para colher frutas. Em certa ocasião, o personagem "Um-Lado" esconde a pele da mais nova, que não consegue voltar à forma de ganso. Ela finalmente consente em se casar com "Um-Lado".
Num conto atribuído ao povo toraja da Indonésia, uma mulher dá à luz sete caranguejos que atira na água. Com o passar do tempo, os sete caranguejos encontram um lugar para morar e se disfarçam para assumir a forma humana. Em uma ocasião, sete homens roubaram os disfarces de caranguejo das sete donzelas caranguejos e se casaram com elas. Uma segunda é próxima da narrativa da donzela-cisne, só que com periquitos em vez de cisnes; o herói se chama Magoenggoelota e a donzela Kapapitoe.

### Na mitologia
Uma história japonesa notavelmente semelhante, "A esposa do grou" (Tsuru Nyobo), é sobre um homem que se casa com uma mulher que é na verdade uma grua (Tsuru no Ongaeshi) disfarçada de humana. Para ganhar dinheiro, a mulher-garça arranca as próprias penas para tecer brocado de seda que o homem vende, mas fica cada vez mais doente ao fazê-lo. Quando o homem descobre a verdadeira identidade de sua esposa e a natureza de sua doença, ela o abandona.
O motivo da donzela-cisne ou esposa cisne também aparece no Sudeste Asiático, com os contos de Kinnari (da Tailândia) e a história de amor de Manohara e do Príncipe Sudhana.
O professor e folclorista James George Frazer, em sua tradução de Biblioteca, de Pseudo-Apolodoro, sugeriu que o mito de Peleu e Tétis parecia relacionado ao ciclo de histórias da donzela-cisne.

### No folclore

#### Europa
Em um romance do século XIII sobre Friedrich von Schwaben, o cavaleiro Friedrich esconde as roupas da princesa Angelburge, que veio se banhar em um lago em forma de pomba.

##### Europa Ocidental
Num conto da Bretanha, recolhido por François-Marie Luzel com o título Pipi Menou et Les Femmes Volants ("Pipi Menou e as Mulheres Voadoras"), Pipi Menou, um pastor, vê três grandes pássaros brancos descendo perto de um étang (um lago). Quando os pássaros se aproximam do lago, eles se transformam em donzelas nuas e começam a brincar na água. Pipi Menou vê toda a cena do alto do morro e conta para a mãe, que explica que são filhas de um poderoso mágico que mora em outro lugar, em um castelo repleto de joias e pedras preciosas. No dia seguinte, ele rouba a roupa de uma delas, mas ela o convence a devolvê-la. Ele vai até o castelo, a donzela voadora o reconhece e os dois escapam com joias nas bolsas.

##### Sul da Europa
O escritor português Teófilo Braga colecionou um conto português chamado O príncipe que foi correr sua ventura, no qual um príncipe perde a aposta contra um estranho, um rei disfarçado, e deve se tornar o servo de estranho. O príncipe é informado por uma mendiga grávida que em um jardim há um tanque, onde três pombas vêm se banhar. Ele deve pegar o manto de penas da última e retê-lo até que a donzela lhe dê três objetos.
Uma história do Tirol conta a história do príncipe Eligio e das Donzelas-Pombas, que se banham em um lago.
Em outro conto, do Tirol, coletado por Christian Schneller (alemão: Die drei Tauben; italiano: Le tre colombe; "As Três Pombas"), um jovem perde a alma em uma aposta com um mago. Um santo o ajuda e dá a informação sobre três pombas que pousam em uma ponte e assumem a forma humana. O jovem rouba as roupas da caçula, filha do bruxo, e promete levár ao pai. Ela quer ajudar o herói a se converter ao cristianismo e abandonar sua magia pagã.

###### Espanha
Em um conto basco coletado por Wentworth Webster (A Senhora Pomba e seu Pente), o herói indigente é instruído por um "Tártaro" a recolher a vestimenta de pomba da donzela do meio, em vez da mais jovem.
Na variante andaluza, El Marqués del Sol ("O Marquês do Sol"), o jogador perde a aposta contra o Marquês e deve usar sete pares ou sapatos de ferro. Em suas andanças, ele paga a dívida de um morto e sua alma, em agradecimento, informa que três pombas brancas, filhas do Marquês em forma de ave, virão se banhar em um lago.
Numa variante recolhida pelo folclorista Aurelio Macedonio Espinosa Sr. em Granada, um príncipe apostador perde uma aposta contra uma pomba (o Diabo, disfarçado), que diz que deveria encontrá-lo no "Castillo de Siete Rayos de Sol" ("O Castelo dos Sete Raios Solares"). Um eremita ajudante o guia até um local onde as três filhas do diabo, em forma de pombas, vêm se banhar. O príncipe deveria roubar as vestimentas da mais nova, chamada Siete Rayos de Sol, que trai o pai e ajuda o príncipe humano.
Num conto asturiano recolhido por Aurelio del Llano, o mais novo de três irmãos trabalha com um gigante, que o proíbe de abrir uma determinada porta. Ele o faz e vê três donzelas pombas pousando perto da água, tornando-se mulheres e tomando banho. O jovem conta ao gigante sobre o acontecimento, e seu patrão sugere que ele roube a pena daquela que ele está de olho. Ele pega a pena de uma das donzelas pombas, casa-se com ela e dá a pena para sua mãe guardar. O hispanista Ralph Steele Boggs classificou-o como tipo 400*B (número não adicionado à revisão do índice internacional, na época).

##### Norte da Europa
No conto dinamarquês A Pomba Branca, o príncipe mais jovem, ainda não nascido na época, é "vendido" por seus irmãos mais velhos em troca da ajuda de uma bruxa para dissipar uma tempestade marítima. Anos depois, a bruxa faz cumprir sua parte no acordo e coloca o príncipe sob sua tutela. Como parte de suas tarefas cotidianas, a bruxa lhe atribui tarefas difíceis, que ele realiza com a ajuda de uma princesa, encantada pela bruxa para se tornar uma pomba.

##### Europa Central
Uma compilação de contos populares da Europa Central (austríaca e boêmia) lista quatro variantes da narrativa da Donzela-Cisne: "As Três Pombas Brancas"; "A Donzela na Montanha de Cristal"; "Como Hans encontra sua Esposa", e "O Tocador de Tambor". Theodor Vernaleken, na versão alemã da compilação, narrou em suas notas outras duas variantes, uma de St. Pölten e outra de Moldautein (atual Týn nad Vltavou, na República Tcheca).

##### Europa Oriental
No conto de fadas eslavo Rei Kojata ou Príncipe Inesperado, as doze filhas reais do rei Kostei tiram os disfarces de gansos para se banharem no lago, mas o príncipe esconde as roupas da mais nova.
No conto tcheco As Três Pombas, o herói esconde as três penas douradas da donzela pomba para mantê-la em seu estado humano. Mais tarde, quando ela desaparece, ele embarca em uma jornada épica para encontrá-la.
Em um conto sérvio coletado por Vuk Karadzic e traduzido como "O Príncipe e os Três Cisnes", um príncipe se perde durante uma caçada e conhece um velho que mora em uma cabana. Ele trabalha para o velho e tem que vigiar um lago. No segundo dia de trabalho, três cisnes pousam perto do lago, tiram a pele de pássaro para se tornarem donzelas humanas e tomar banho. No dia seguinte, o príncipe rouba as peles de cisne e volta correndo para a cabana do velho. Os três cisnes imploram pelo retorno de suas peles de pássaro; o velho devolve apenas duas delas e retém a pele da mais nova. Ele casa o príncipe com a garota cisne e eles retornam ao reino de seu pai. Chegando lá, um dia, a esposa cisne pede à sogra suas roupas de volta; ela as coloca e voa para a Montanha de Vidro. O príncipe volta até o velho, que é o rei dos ventos, e é encaminhado para a Montanha de Vidro. Ele sobe e encontra uma velha em uma cabana. Dentro da cabana, ele deve identificar sua esposa em um grupo de 300 mulheres-cisnes vestidas de maneira semelhante. Mais tarde, ele é obrigado a fazer tarefas para a velha, o que faz com a ajuda da esposa.

###### Rússia
O escritor romântico russo Vasily Zhukovsky desenvolveu o tema da donzela-pássaro em seu poema "O Conto do Czar Berendey", publicado em 1833. Ele conta a história épica do mítico czar Berendey que é forçado a prometer seu filho, Ivan Tsarevich, ao malvado feiticeiro Koschei. Anos depois, Ivan Tsarevich chega às margens de um lago e vê trinta patos cinzentos mergulhando no lago. Na verdade, elas são filhas de Koschei, e uma delas é Marya Tsarevna.
Em outra variante russa, "Мужик и Настасья Адовна" ("O Homem e Nastasya Adovna"), coletada por Ivan Khudyakov, uma criatura salta de um poço e manda um homem lhe dar aquilo que ele não sabe que tem em casa (seu filho recém-nascido). Anos depois, seu filho fica sabendo das negociações de seu pai e decide viajar para o "Inferno". Ele visita três velhas que lhe dão instruções para chegar ao "Inferno". A terceira velha também informa que em um lago, trinta e três donzelas, filhas de "Adu", vêm tomar banho, e ele deveria roubar as roupas de Nastasya Adovna.
Em um conto de Perm Krai com o título "Иванушка и его невеста" ("Ivanushka e sua esposa"), Ivanushka se perde de seu avô na floresta, mas acaba encontrando uma cabana. Ele passa a noite se abrigando com um velho e, no dia seguinte, o velho dá instruções, mas Ivanushka as desconsidera e encontra um lago onde donzelas estão se banhando. As donzelas saem da água, transformam-se em patos e vão embora. Ivanushka volta para o velho e o aconselha a roubar as roupas da donzela-pato. Ivanushka faz isso e toma a garota como esposa. Ela finalmente recupera suas roupas de pato, pede a Ivanushka que a encontre em uma terra além de 30 reinos e então voa para longe.

###### Ucrânia
Num conto "cossaco" (ucraniano), A História de Ivan e a Filha do Sol, o camponês Ivan obtém uma esposa na forma de uma donzela-pomba cujo manto ele roubou quando ela estava tomando banho. Algum tempo depois, um nobre deseja a esposa solteira de Ivan e planeja se livrar do camponês.
Em outra variante ucraniana que começa como conto tipo ATU 402, "A Noiva Animal", semelhante ao russo A Princesa Sapo, o príncipe humano se casa com a donzela-rã Maria e ambos são convidados para o grande baile do czar. Maria tira a pele de sapo e entra no salão de baile como humana, enquanto seu marido volta correndo para casa e queima sua pele de sapo. Quando ela chega em casa, ela revela ao príncipe que seu estado amaldiçoado logo terminará, diz que ele precisa encontrar Baba Yaga em um reino remoto e desaparece de vista na forma de um cuco. Ele conhece Baba Yaga e ela aponta para um lago onde pousarão 30 cisnes, entre eles sua esposa. Ele esconde a roupa de penas de Maria, eles se encontram novamente e Maria diz a ele para segui-la até o reino submarino para encontrar seu pai, o Czar do Mar. O conto termina como conto tipo ATU 313, com as três tarefas.

###### Hungria
Um conto magiar, "Fada Elizabeth", está próximo da história geral da donzela-cisne, tratando-se em lugar apenas de donzelas-pombos. Em outro, Az örökbefogadott testvérek ("Os irmãos adotivos"), o protagonista principal, Miklós, sonha que a Rainha das Fadas e suas servas chegam ao seu lado na forma de cisnes e se transformam em lindas mulheres.
No conto húngaro Ráró Rózsa, o rei promete seu único filho a um personagem diabólico que o resgata do perigo. Dezoito anos se passam e é hora do príncipe cumprir a promessa de seu pai. O jovem aguarda num riacho e aguarda a chegada de três gruas pretas, as três filhas do diabo disfarçadas, para ir buscar as vestes da mais nova.
Em outro conto, Tündér Ilona és Argyilus ("Fada Ilona e Argilo"), o Príncipe Argyilus é encarregado por seu pai, o rei, de descobrir o que está roubando as preciosas maçãs de sua premiada macieira. Uma noite, o príncipe vê treze corvos negros voando em direção à árvore. Assim que ele captura o décimo terceiro, que se transforma na bela fada Ilona, de cabelos dourados. Uma variante do evento também acontece em Tündér Ilona és a királyfi ("Fada Ilona e o Príncipe").
No conto A zöldszakállú király ("O Rei de Barba Verde"), o rei é forçado a entregar seu filho ao rei demônio depois de poupar a vida do homem. Anos depois, o príncipe se depara com um lago onde sete patos selvagens de plumagem dourada deixaram suas peles nas margens para se banharem em forma de donzelas.
No conto A tizenhárom hattyú ("Os Treze Cisnes"), coletado pelo jornalista húngaro Elek Benedek, depois que sua irmã foi sequestrada, Miklós encontra trabalho como pastor de vacas. Certa vez, quando conduz as vacas para pastar, ele vê treze cisnes voando em volta de uma macieira. Os cisnes, então, mudam de forma para doze lindas donzelas e a Rainha das Fadas.

##### Albânia
Em um conto albanês-romano, O Zylkanôni thai e Lačí Devlék'i ("O Satélite e a Donzela do Céu"), um jovem solteiro parte em uma jornada em busca de trabalho. Algum tempo depois, ele entra em um mundo sombrio. Lá, ele encontra na nascente três perdizes que retiram suas peles animais para tomar banho. O jovem esconde a roupa de uma delas, que lhe implora que a devolva. Ela o usa novamente e pede que ele a encontre onde o sol nasce naquele mundo escuro.

##### Região do Cáucaso
Numa variante do Azerbaijão, um príncipe viaja para uma ilha onde se banham pássaros de asas de ouro, prata e cobre, e se casa com a donzela de asas douradas.
Numa variante armênia coletada de uma fonte armênio-americana (O País dos Belos Jardins), um príncipe, após a morte de seu pai, decidiu permanecer em silêncio. Um rei vizinho, que quer casá-lo com sua filha, o coloca em seu jardim. Lá, ele vê três pássaros coloridos tomando banho em uma piscina, e eles se revelam lindas donzelas.

##### Letônia
De acordo com o Catálogo de Contos Populares da Letônia, o tipo de conto ATU 400 é intitulado Vīrs meklē zudušo sievu ("Homem em busca da esposa perdida"). No conto-tipo letão, o protagonista encontra as donzelas-pássaros (cisnes, patos, pombas) pousando perto de um lago para se banhar e rouba as asas da mais nova.
Num conto popular letão, uma mulher chamada Laima (possivelmente a deusa letã do destino) perde as suas asas emplumadas ao ser queimada. Ela não se torna mais um cisne e se casa com um príncipe humano. Eles vivem juntos no mundo humano e até têm um filho, mas ela quer voltar a ser um cisne. Então seu marido joga penas nela, ela recupera sua forma de pássaro e sobe aos céus, visitando sua família mortal de vez em quando.

##### Lituânia
Em outra variante lituana publicada pelo Pe. Richter no jornal Zeitschrift für Volkskunde com o título Die Schwanfrau ("A Mulher Cisne"), o filho de um conde, em uma caçada, avista três cisnes, que falam entre si que quem os está ouvindo pode ajudá-los a quebrar a maldição. O filho do conde sai de um arbusto e concorda em ajudá-los: lutando contra um gigante e quebrando o feitiço que um mágico lançou sobre eles.

#### Norte da Eurásia
Em uma história do povo samoiedo do norte da Eurásia, uma velha conta a um jovem sobre sete donzelas que estão se banhando em um lago em uma floresta escura. O folclorista inglês Edwin Sidney Hartland citou uma variante em que as sete donzelas chegam ao lago em sua carruagem de renas. Seja qual for a sua origem, o cientista Fridtjof Nansen relatou que, nesses contos, as meninas viviam "no ar ou no céu".
O filósofo John Fiske citou uma história siberiana em que um homem samoiedo rouba a pele de penas de uma das sete donzelas cisnes. Em troca, ele quer a ajuda dela para se vingar de sete ladrões que mataram sua mãe. Em outra versão deste conto, ainda proveniente do Samoieda e traduzida por Charles Fillingham Coxwell, os sete homens sequestraram a irmã de um samoiedo, e o protagonista rouba as roupas de uma mulher do céu para garantir sua ajuda.
Em um conto atribuído aos tungus da Sibéria, intitulado Ivã, o Filho da Égua (russo : "Иван Кобыльников сын") - relacionado a Fehérlófia e Jean de l'Ours -, uma égua dá à luz um humano filho, Ivan. Quando cresce, conhece dois companheiros também chamados Ivan: Ivan, o Filho do Sol, e Ivan, o Filho da Lua. Os três decidem morar juntos em uma cabana feita de postes de madeira e peles de animais. Durante duas noites, depois de caçarem na floresta, eles voltam para casa e veem o local em perfeita ordem. Na terceira noite, Ivan, o Filho da Égua, decide ficar acordado e descobre que três garças descem ao chão e tiram as penas e asas para se tornarem donzelas. Ivan, o Filho da Égua, esconde suas vestimentas de pássaros até que elas se revelem. Marfida, a donzela garça, e suas irmãs casam-se com os três Ivans e os três casais moram juntos. O resto da história segue o tipo de conto ATU 301, "As Três Princesas Roubadas": descida ao submundo pelo herói, resgate de donzelas, traição por companheiros e retorno ao mundo superior sobre uma águia.
Em um conto mongol, Manihuar (Манихуар), um príncipe em uma caçada vê três cisnes tirarem suas coroas douradas e se tornarem mulheres. Enquanto elas se banham em um lago próximo, ele pega a coroa dourada de uma delas, para que ela não possa voltar à forma de pássaro. Ele se casa com uma donzela-cisne, chamada Manihuar. Quando o príncipe está ausente, suas outras esposas a ameaçam, e Manihuar, temendo por sua vida, convence a sogra a devolver sua coroa de ouro. Ela se transforma novamente em um cisne e voa de volta ao seu reino celestial. Seu marido sai em busca de trazê-la de volta.
A estudiosa Kira van Deusen coletou um conto de uma velha contadora de histórias ul'chi chamada Anna Alexeevna Kavda (Vovó Nyura). Em seu conto, intitulado As Meninas-Cisnes, dois irmãos órfãos vivem juntos. O mais novo, Natalka, caça para eles, enquanto o mais novo fica em casa. Um dia, sete cisnes pousam perto de sua casa e se transformam em sete mulheres humanas. Elas entram na casa dos irmãos, fazem as tarefas, costuram roupas para o irmão mais novo e vão embora. Ele conta a história a Natalka e eles decidem capturar duas das donzelas como esposas deles.

##### Povo iacute
Em um olonkho (narrativa épica do povo iacute) intitulado Yuchyugey Yudyugyuyen, Kusagan Hodzhugur, obtido de Olonhohut ('contador de histórias', 'narrador') Darya Tomskaya-Chayka, de Verkhoyansk, Yuchugey Yudyugyuyen, o mais velho de dois irmãos, vai caçando na taiga. De repente, ele vê 7 gruas siberianas vindo brincar com seu irmão mais novo, Kusagan Hodzhugur, distraindo-o de suas tarefas. As donzelas possivelmente pertencem ao povo Aiy, bons espíritos do Mundo Superior na mitologia Yakut. Quando elas vêm pela terceira vez, o irmão mais velho, Yuchugey, se disfarça de lasca de madeira ou pulga e esconde a pele de pássaro de uma das donzelas-gruas. Eles se casam. Um dia, ela engana o cunhado, recupera sua vestimenta mágica de grua e retorna ao Mundo Superior. O herói Yuchugey embarca em uma missão para encontrá-la, recebendo ajuda de um velho sábio. Eventualmente, ele chega ao mundo Superior e encontra sua esposa e um filho em uma iurte. Yuchugey queima as penas de sua esposa; ela morre, mas é revivida, e eles retornam ao mundo dos humanos. Esta sequência narrativa foi reconhecida como muito semelhante a um conto popular.
O etnógrafo russo Ivan Khudyakov coletou um conto iacute intitulado "Хороший Юджиян", publicado em 1890. Seu enredo é muito parecido com o olonkho.
Variantes do conto iacute foram coletadas na parte norte da República de Sakha e mostram grande semelhança entre elas. De acordo com estudos russos, o professor iacute Dmitry Kononovich Sivtsev-Suorun Omolloon baseou-se na classificação internacional apresentada por Antti Aarne em 1910 e posteriormente expandida por outros folcloristas, e classificou essas narrativas iacutes como tipo 400C, "Муж возвращает убежавшую жену " ("O homem vai atrás de sua esposa fugitiva"): a donzela-pássaro (uma donzela-cegonha ou grua siberiana) veste sua pele de pena e foge; o homem vai atrás dela no céu; ela morre, mas ele a ressuscita. 

#### Oriente Médio

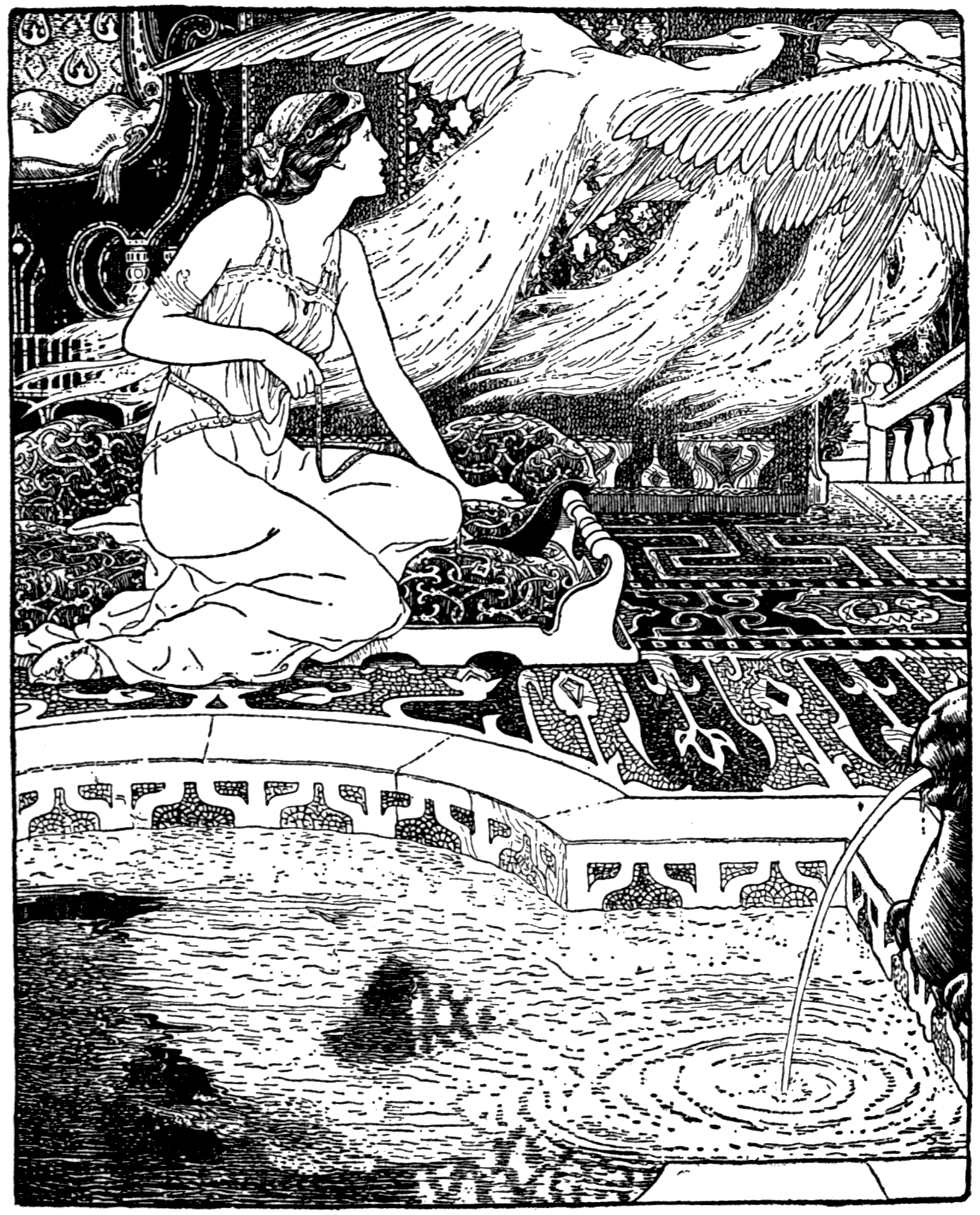
Os cisnes voam do pavilhão ornamentado, deixando a irmã para trás. Ilustração de Hassan of Bassorah de John Batten.

O conto da donzela-cisne também aparece na coleção árabe de contos populares As Mil e Uma Noites, em "A História de Janshah", um conto inserido na narrativa de A Rainha das Serpentes. Em um segundo conto, a história de Hasan de Basra, o personagem titular chega a um oásis e vê as donzelas-pássaros (aves-do-paraíso) despindo suas plumagens para brincar na água. Ambos os contos são considerados como contendo o conto internacional da Donzela-Cisne.
Em outra história do Oriente Médio, o filho de um rei encontra trabalho com um gigante em outra região e recebe um conjunto de chaves da residência do gigante, sendo instruído a não abrir uma porta específica. Ele desobedece ao seu mestre e abre a porta; ele logo vê três donzelas pombos tirarem as roupas para se banharem em uma bacia.
Num conto dos metawileh relatado no Palestine Exploration Quarterly, Shâtir Hassan, filho de um comerciante, persegue uma menina-pássaro chamada Bedr et Temâm, filha do rei dos Jân. O relato descreveu o conto como uma versão do conto da "Donzela-Cisne".

#### Sul da Ásia
Uma história do Sul da Ásia também narra o motivo da donzela-cisne ou princesa-pássaro: História do Príncipe Bairâm e da Noiva Fada, quando o príncipe titular esconde as roupas de Ghûlab Bânu, a donzela-pomba.

#### Ásia Central
Em um conto tuvano, Ösküs-ool e a filha de Kurbustu-Khan, o pobre menino órfão Ösküs-ool procura emprego com cãs poderosos. Ele tem a tarefa de colher seus campos antes do pôr do sol, ou antes do pôr da lua. Quase terminando as duas tarefas, o menino implora para que a lua e o sol não se ponham por mais um pouco, mas o tempo passa. Os respectivos cãs acham que ele nunca terminava o trabalho, repreendem-no e chicoteiam-no. Algum tempo depois, enquanto vivia sozinha, a filha de Khurbustu-khan vem do mundo superior na forma de um cisne. O menino esconde suas roupas e ela se casa com ele, agora que está presa na Terra. Algum tempo depois, um malvado Karaty-khan exige que o jovem produza para ele um palácio de vidro e um exército invencível de homens de ferro - façanhas que ele realiza graças ao conselho de sua esposa e com a ajuda dos parentes de sua esposa.

#### Ásia Oriental
Segundo o professor Alan Miller, o conto da donzela-cisne é "um dos mais populares de todos os contos populares japoneses". Da mesma forma, o estudioso Manabu Waida afirmou a popularidade do conto "na Coreia, Manchúria e China", bem como entre "os buriates, ainus e anameses".

##### China
Na literatura chinesa antiga, uma história dos manuscritos de Dunhuang se aproxima do conto geral da Donzela-Cisne: um homem pobre chamado T'ien K'un-lun se aproxima de um lago onde três donzelas garças estão se banhando.
Um conto do sudeste da China e regiões próximas narra as aventuras de um príncipe que conhece uma Donzela-Pavoa, num conto atribuído aos povos tais. O conto é celebrado entre o povo dai da China e foi registrado como poema e história folclórica, sendo conhecido por vários nomes, como "Shaoshutun", "A Princesa-Pavoa" ou "Zhao Shutun e Lanwuluona".
Num conto dos chuan miao, Um órfão desfrutou da felicidade e seu sogro o enganou, mas seus filhos recuperaram a mãe, um órfão coleta lenha na floresta e queima as árvores mortas para abrir caminho para uma clareira. Ele também constrói um poço. Um dia, sete patos selvagens pousam na água. O órfão pergunta a alguém chamado "Ye Seo" sobre os patos, que responde ao jovem que eles são sua fortuna e que ele deve garantir uma "pena manchada" de suas asas. No dia seguinte, o jovem se esconde perto do poço quando os patos chegam e ele arranca a pena manchada, que pertence a uma velha. Ele volta para Ye Seo, que lhe diz que precisa de uma pena branca, não manchada, nem preta. Desta vez ele busca a pena correta e uma jovem aparece, para então se tornar sua esposa. Eles se casam e ela dá à luz gêmeos. Durante algum tempo, os dois filhos choram sempre que a mãe está em casa, até que um dia ela lhes pergunta o motivo da tristeza. Eles explicam que seu pai humano está escondendo a pena da mãe em algum lugar da casa e a usa na cabeça quando ela não está em casa. Ela encontra a pena, coloca-a na cabeça e sai voando de casa. O pai humano dos meninos os repreende e os manda procurar sua mãe.
Em um conto chinês intitulado As Sete Gruas Brancas como a Neve, um estudioso está caminhando em algum lugar em um dia claro, quando sete gruas voam até o chão perto dele. O homem se esconde atrás de alguns arbustos e vê as gruas pousando perto de um lago, depois tirando suas vestes de penas para se tornarem donzelas humanas. Enquanto brincam na água, o estudioso rouba as roupas de uma das donzelas-gruas, que pegam suas penas, voltam a ser gruas e voam para longe, exceto uma delas. O erudito aparece para ela e a leva para casa para ser sua esposa. Eles têm um filho no ano seguinte, mas a donzela ainda anseia pelos céus. Um dia, uma criada leva todas as roupas para dentro de casa e as coloca ao sol, junto delas as peças de grua, que estavam escondidas em um baú de cânfora. A donzela-grua encontra suas vestes e, com grande alegria, volta a ser ave e retorna aos céus. Os anos passam e o filho cresce sendo ridicularizado por não ter mãe. Ele pergunta ao seu pai literato onde ele pode ver sua mãe, e o homem lhe diz para ir até uma certa colina e gritar por um bando de sete gruas que passa. O menino segue as instruções e a donzela-grua conhece seu filho em forma humana. O menino pede que ela volte, o que ela não consegue, mas, em troca, dá-lhe uma cabaça mágica.

#### África
Segundo a estudiosa Denise Paulme, nos contos africanos, a cônjuge animal (um búfalo ou um antílope) casa-se com um homem já casado com uma esposa humana anterior. O homem esconde a pele da esposa sobrenatural e ela pede que ele nunca revele seu verdadeiro nome. Quando o marido trai a confiança da esposa sobrenatural, a esposa animal recupera sua pele e retorna para o deserto com seus filhos.
Variantes recolhidas em Cabo Verde por Elsie Clews Parsons (sob o título Flor-Branca) mostram o herói arrancando a pena da donzela-pato para viajar até a casa de seu pai.
Num conto cabílio recolhido pelo etnólogo Leo Frobenius com o título Die Taubenfrauen ("As donzelas-pombas"): um jovem caçador viaja e conhece duas mulheres que o convidam para viver com elas como irmão. Um dia, duas pombas pousam perto de sua casa e tornam-se donzelas. Eles transformam o homem em pedra, voltam a ser pombas e voam para longe. Na próxima vez que elas pousam, as irmãs adotivas do caçador escondem as roupas de pomba e as joias de ouro de uma das donzelas-pomba, em troca da transformação de seu irmão de volta. A donzela-pomba o faz. As irmãs entregam as roupas ao caçador. A donzela-pomba se casa com o caçador e lhe dá um filho. Algum tempo depois, ele quer visitar sua mãe em sua aldeia natal. Ele leva sua esposa e filho pomba. O caçador entrega à mãe os pertences da esposa pomba e explica que ela nunca deve deixá-la sair de casa e que deve esconder as roupas e joias. Um dia, a donzela pomba sai um pouco e um coletor fica encantado com sua beleza. O homem diz à esposa pomba que ela deveria se casar com ele. A esposa pomba implora à sogra que lhe dê os pertences para que ela possa escapar. Depois de pegar as roupas, ela se transforma em pomba, pega o filho e voa até a aldeia de Wuak-Wuak. O caçador volta para casa e vai atrás dela. Ele engana três pessoas que brigam por objetos mágicos, rouba-os e se teletransporta para Wuak-Wuak. Lá ele encontra sua esposa e filho, mas sua esposa pomba explica que toda a aldeia só tem mulheres e se o virem, suas irmãs irão devorá-lo.

#### Oceania e Oceano Pacífico
A personagem da donzela-cisne (e suas variantes) está espalhada entre as muitas tradições da Oceania e do Oceano Pacífico, como na Micronésia. Nesta região, a donzela-pássaro pode ser substituída por uma criatura marinha, como um peixe, um golfinho (nas ilhas Yap e Kei) ou uma baleia (em Puluwat e Satawal).
Foram recolhidas pelo menos trinta e três variantes da Papua Nova Guiné, publicadas no jornal local Wantok Niuspepa, numa secção sobre contos tradicionais. Às vezes a vestimenta de cisne é substituída por uma pele de casuar ou por uma ave-do-paraíso. Por exemplo, a história da Esposa-Casuar foi declarada pela antropóloga Margaret Mead como a versão local da donzela-cisne.
O antropólogo americano Donald Tuzin coletou e publicou um conto dos ilahita arapesh: há muito tempo, havia apenas um homem. Um dia, ele caminha e ouve sons vindos de um lago próximo. Ele vê um grupo de casuares chegar à água, tirando suas peles de animais e se tornando mulheres humanas. O homem esconde as roupas da líder dos casuares, chamada Nambweapa'w, num pequeno tubo de bambu. As mulheres casuares brincam e tomam banho no lago até a tarde, quando saem, juntam as peles e voltam a ser casuares, exceto a líder. O homem leva Nambweapa'w para sua casa e se casa com ela. Eles têm muitos filhos, homens e mulheres. O filho mais novo, um menino, chora muito, então o pai tira a pele de casuar para assustar o menino e fazê-lo ficar em silêncio. No dia seguinte, o menino mostra a pele de casuar para a mãe, ela a guarda e volta correndo para a floresta, abandonando sua família humana. A história continua com as aventuras dos filhos do casuar, como mito de origem dos arapesh.

#### Américas
Numa história do povo musquakie, alguns jovens do sexo masculino tomam banho e brincam na água enquanto algumas lindas garotas se aproximam deles. Um dos jovens do sexo masculino pega uma das meninas e os outros, assustados, transformam-se em patos de cabeça preta e fogem.
Algumas histórias dos algonquinos também falam de um jovem caçador solteiro que se aproxima de um lago onde mulheres de outro mundo vêm se banhar para adquirir o cônjuge sobrenatural.
Em um conto do povo cochiti, um coiote (possivelmente o Coiote da lenda) ajuda um jovem a conseguir uma esposa: uma das três pombas que se banham em um lago. Numa variante, o coiote conduz o jovem até três donzelas-pombas.
Em um conto dos tewas, coletado por Elsie Clews Parsons, o jovem Powitsire caça um cervo, o qual sugere que o menino encontre uma esposa e revela que três patas vêm se banhar em um lago próximo. Numa segunda história tewa (na verdade, uma recontagem), o filho do cacique deseja viajar para a Terra dos Papagaios para obter um papagaio. Sua missão é bem-sucedida e ele volta para casa com uma "Garota Papagaio" que o ajuda na jornada de volta para casa. Quando ele chega na casa de seus pais, a Garota Papagaio se torna uma linda garota humana e se casa com ele.
Charles Frederick Hartt afirmou que um conto da Serra do Paituna (no Pará, Brasil) contém uma versão em que a donzela-pássaro é um papagaio. Ela é encontrada por um homem humano e se torna mãe de uma nova tribo.
Os pesquisadores Darwin Hanna e Mamie Henry coletaram um conto nlaka'pamux da contadora Annie York, que traduziram como O País Dividido. Nesta história, um casal mora em Quilchena com seu filho. Depois que o pai morre, a mãe viúva cria o filho e lhe ensina tudo o que um pai faria. Quando ele tem idade suficiente, sua mãe lhe diz que ele terá que viajar uma grande distância para encontrar uma companheira. Um dia, enquanto descansa, ele ouve uma música e vai procurar sua origem. Ele então encontra um grupo de mulheres voando até uma clareira, tirando as roupas e as asas, orando um pouco e depois entrando em um corpo de água próximo para nadar. Logo em seguida, as mulheres voltam a vestir as asas e as roupas e voam para o céu. No dia seguinte, o jovem surpreende as mulheres no momento em que elas levantam voo e agarra as roupas da mais jovem. O jovem a cobre com uma pele de veado e a leva para casa, para sua mãe, para viver com ele como sua esposa.
O folclorista Lewis Spence registrou uma história dos índios canaris da província de Canaribamba, em Quito. Neste conto, intitulado A Noiva Pássaro, dois irmãos sobrevivem a uma enchente e se abrigam no topo de uma montanha chamada Huacaquan, até que a água baixe. Eles voltam para as terras e constroem uma casa para si. Eles saem de casa colhendo ervas e, ao voltarem para casa, descobrem que a comida foi preparada para eles. A dupla decide espionar quem está cozinhando a comida para eles. Na próxima vez que isso acontecer, duas aves, uma "Aqua" e outra "Torito" (que Spence chama de "pássaros quacamayo") pousam perto da casa e se tornam donzelas. Os irmãos mais velhos as espionam, mas as deixam escapar. Dez dias depois, os irmãos mais novos se arriscam nas donzelas-pássaros, fechando a porta para a donzela mais nova para prendê-la em casa. A donzela mora com os irmãos e dá à luz seis filhos e filhas, ancestrais dos canaris.

##### América do Sul: A Esposa-Abutre
O etnólogo alemão John Bierhorst localiza a história da Esposa-Abutre na Guiana e no norte da América do Sul, entre os waraos, arauaques, camaracotos, taulipang, macuxis, caribes e os caliñas do Suriname.
Num conto da Guiana, O homem com esposa-abutre, um jovem caçador se depara com uma grande casa onde as pessoas praticavam esportes e dançavam ao som de música. Na verdade, eram abutres que trocavam a pele para enfeitar o local. O jovem fica fascinado por uma das donzelas e a captura. O casamento deles não é feliz e a história termina com um tom mais sombrio. História semelhante é atestada pelo povo warao, na Venezuela.
O cartógrafo holandês Claudius de Goeje transcreveu um conto dos aruaques, sobre um curandeiro chamado Makanahoro. Neste conto, Makanahoro se disfarçou de cervo carniceiro para atrair abutres. Ele consegue capturar uma fêmea de urubu-rei que tirou a plumagem de abutre e a torna sua esposa. Algum tempo depois, Makanahoro vai com sua esposa visitar sua família no céu, mas seus sogros tentam testar sua coragem, forçando-o a realizar algumas tarefas. Makanahoro realizou as tarefas (que variam conforme o relato) com a ajuda de animais. De Goeje relatou contos semelhantes de populações indígenas próximas: os calinhas, os macuxis, os waraos, os taulipang, os tembés e os chanés-chriguanos.
O explorador Everard im Thurn forneceu outro relato da Guiana: um índio se casa com uma fêmea de urubu-rei e - como é um costume arauaque - vai morar com a família de sua esposa. Depois de algum tempo no reino do céu, ele deseja visitar sua família humana na Terra, o que enfurece o povo abutre. Os sogros urubus largam o caçador em cima de uma palmeira-awarra, planta conhecida por seu aspecto espinhoso, e ali ele fica por algum tempo, até que algumas aranhas ficam com pena dele e tecem uma teia para ele descer da árvore. Alguns pássaros levam o homem de volta ao reino do céu e fazem guerra aos abutres. Numa versão mais detalhada, o sogro abutre chama-se Anuanima e é identificado como o governante desta raça que vive no céu.
O etnólogo alemão Theodor Koch-Grunberg coletou uma versão da Esposa Abutre dos taulipang. Nesta história, que ele intitulou Der Besuch im Himmel ("Uma Visita ao Céu"), após uma guerra entre as tribos rivais Kuyalakog e Palawiyang, apenas um homem chamado Maitchaule sobrevive. Ele sonha com uma linda mulher e captura a filha do rei abutre. Ele a traz para casa e ordena que ela se torne uma mulher. Maitchaule vai caçar, pescar e colher legumes e frutas. Enquanto ele está fora, o abutre vira mulher e faz as tarefas, mas quando o homem chega em casa, ela volta a ser abutre. Um dia, Maitchaule descobre sua forma humana e a convence a viver com ele como se fossem marido e mulher. O tempo passa e a esposa abutre quer visitar sua família abutre. A esposa abutre volta com dois irmãos e leva o marido humano para visitar o sogro, o rei abutre chamado Kasanapodole. O rei-abutre é apresentado ao genro e ordena-lhe tarefas difíceis: primeiro, o humano deve secar o lago Kapöpiakupö em dois dias; segundo, construir uma casa sobre a rocha; em terceiro lugar, construir um banco com duas cabeças. Enquanto está no Céu, Maitchaule é ajudado por pequenos animais em suas tarefas.
Koch-Grunberg publicou uma versão do povo tembé que intitulou Die Tochter des Königsgeiers ("A Filha do Rei Abutre"): alguns urubus-reis tiram as penas para se banhar em um lago. Um homem humano constrói um pavilhão de caça e espera o retorno das mulheres urubus no dia seguinte. Quando elas voltam, o homem esconde as penas de uma das mulheres e a toma como esposa. Eles têm um filho. Algum tempo depois, a esposa urubu quer visitar sua família e confecciona asas improvisadas para seu marido humano e filho humano com folhas de janiparana. Com uma de suas penas, ela transforma as folhas em penas de abutre e as três voam para o céu. Eles passam pela casa do Sol e pela casa da Lua e chegam à casa do Rei Urubu. Mais tarde, o Rei Urubu manda seu genro esculpir uma grande canoa em um dia; depois, no dia seguinte, bloquear um rio e trazer para ele os peixes trahira (que são jacarés); e, por último, arrasar uma floresta.
John Bierhorst resumiu uma história dos camaracotos, na Guiana: o protagonista é um herói cultural chamado Maichak. Ele usa uma isca de carne podre para atrair os abutres na esperança de fazer contato com seu chefe, mas atrai a filha do chefe abutre, que se torna mulher. A mulher abutre leva Maichak para o reino dos abutres, e seu chefe concorda em ter o humano como genro, desde que ele cumpra três tarefas: pegar todos os peixes de um lago, construir uma casa em uma saliência, e esculpir um banco de xamã. Com a ajuda de animais, Maichak cumpre as tarefas.
Walter Roth publicou um conto dos waraos, da Guiana, que intitulou "O homem com esposa abutre", no meio de três irmãos, que é um bom caçador, encontra uma reunião de gente em uma casa na floresta. Essas pessoas estão dançando e tocando makuari em seus instrumentos, mas na verdade são abutres que tiraram as penas. No dia seguinte, o caçador retorna ao mesmo local com a intenção de conseguir uma das mulheres como esposa. Ele se esgueira por trás de uma garota e a agarra, enquanto as pessoas, a casa e tudo mais desaparecem. A menina concorda em ser esposa do homem, desde que ele não a espanque. Eles moram juntos e, estranhamente, a menina não come a carne assim que chega em casa, esperando até o dia seguinte para comê-la. Porém, o homem bate nela em três ocasiões diferentes, apesar da promessa anterior. A menina empresta suas penas de abutre ao marido para visitar o sogro. Algum tempo depois, a esposa do homem percebe que a nora é estranha e o homem continua batendo na esposa. Farta do comportamento de seu marido humano, ela se transforma novamente em abutre e voa de volta para o reino dos abutres. O marido humano tenta pegá-la no meio do vôo, sem sucesso, e sente falta da esposa, tanto que retorna ao local da floresta onde ficava a casa.
Roth também publicou outros dois contos guianenses. No primeiro, do arauaques, intitulado Como os pássaros obtiveram suas marcas distintivas, o homem se casa com uma esposa abutre e visita seu sogro no reino dos abutres. Ele passa algum tempo lá, mas depois de um tempo começa a sentir saudades de seu lar terreno e deseja voltar para visitar sua mãe. Em outro, intitulado O Curandeiro e os Corvos Carniceiros, o protagonista é um curandeiro chamado Makanauro, que captura uma mulher abutre em forma humana e se casa com ela.
O antropólogo americano Charles Wagley coletou um conto do povo tenetehara que intitulou O homem que se casou com o abutre. Neste conto, um homem tenetehara traz para casa uma fêmea de urubu-rei e a cria. O tempo passa e o homem suspira pela falta de uma esposa e deseja que o pássaro se torne uma. Ele sai para o jardim e volta à noite, e vê uma refeição preparada para ele. Muitas vezes essa situação acontece, e ele descobre que o urubu tira as vestes de penas, vira mulher e cozinha sua comida. Ele entra na casa e esconde a vestimenta de penas dela. O urubu (agora uma humana) explica que ela queria ser gentil com ele agora que cresceu. Eles se casam. Mais tarde, ele deseja visitar os parentes dela, mas ela o alerta contra isso, já que seu pai, o rei urubu, é uma criatura perigosa. Ele insiste e ela o leva para o reino dos abutres. Chegando lá, o rei urubu ordena que seu genro humano execute tarefas para ele: construir uma canoa em um dia (feita por pica-paus); limpar um jardim em um dia (novamente feito pelos pica-paus) e acender uma fogueira no meio da clareira. Na terceira tarefa, uma aranha protege o humano até o fogo queimar. Então, o homem tenetehara pede a ajuda dos falcões contra o sogro.

##### América Latina
Em duas variantes argentinas, Las tres palomas hijas del diablo ("As três pombas filhas do diabo") e Blanca Flor, o príncipe é um jogador que aposta e perde contra um antagonista diabo. Para encontrar a casa do diabo, um doador lhe diz que ele deveria roubar as vestes das três filhas do diabo, que vêm se banhar em forma de pombas.

##### México
No conto mexicano Blanca Flor ("Flor Branca"), o jovem Juan adora jogar e ganha o favor do diabo para lhe conceder uma sorte imbatível pelo período de cinco anos. Quando chegar a data, o jovem deverá encontrar o diabo "nas planícies de Berlim, na Hacienda de Qui-quiri-qui". Ele faz uma peregrinação e pergunta a três eremitas (o rei dos peixes, o rei dos animais da terra e o rei dos pássaros do ar) sua localização. A águia, respondendo à pergunta do seu senhor, sabe onde está. A águia leva Juan até as planícies de Berlim e informa que três pombas, as três filhas do diabo, virão se banhar.
Em um conto coletado por John Bierhorst de uma fonte maia iucateca, intitulado A Esposa Pássaro, algo está destruindo os campos de seu pai, e ele incumbe seus três filhos de guardá-lo. Um sapinho aparece para os três irmãos e implora por comida, mas apenas o mais novo concorda em compartilhar a sua. O sapinho e o jovem descobrem o culpado: um pássaro – uma donzela encantada – vem comer no milharal. O sapo desencanta a donzela e ela se casa com o jovem.

##### Brasil
Num conto recolhido por Sílvio Romero no Rio de Janeiro (Cova da Linda Flor), um rei joga com outro monarca. Ele perde tudo e consulta um eremita sobre como proceder. O eremita aconselha matar um tipo especial de pássaro do qual cairá um pedaço de papel com instruções: três princesas, filhas do monarca, em forma de patos se banham em um lago, e o rei deve tirar a pele de pato da mais nova (cujo nome é Cova da Linda Flor).
Marco Haurélio, escritor e folclorista contemporâneo, colecionou no Brasil duas versões em que o herói rouba as roupas da donzela-pássaro: Guime e Guimar, publicada no livro Contos Folclóricos Brasileiros, em que a princesa é encantada em uma pata, e Guimar e Guimarim (Guimar e Guimarim), publicado no livro Vozes da Tradição, ambos classificados no tipo 313A no Índice Aarne-Thompson-Uther (A Garota como ajudante na fuga do herói).

### Donzelas que não são pássaros
Apesar da quase universalidade do conto da donzela-cisne (ou donzela que se transforma em qualquer outro tipo de pássaro), há contos em que o humano masculino ainda segura as vestes da donzela, mas a narrativa não menciona se ela se transforma ou não.

#### Europa Ocidental
Acredita-se que a história da donzela-cisne seja atestada em Lady Featherflight, uma história obtida de uma contadora de histórias inglesa (uma velha tia). Lady Featherflight ajuda o herói contra seu pai gigante e ambos escapam (ATU 313, "A Fuga Mágica").
Emmanuel Cosquin coletou um conto francês intitulado Chatte Blanche ("Gato Branco"), onde o herói Jean é informado que "Plume Verte", "Plume Jaune" e "Plume Noir" vêm se banhar no lago da Floresta Negra, e tem a tarefa de conseguir as vestes de "Plume Verte".
Em seus comentários sobre o conto de fadas inglês Lady Featherflight, W. W. Newell comentou que na contraparte francesa da história, La Plume Verte ("A Pena Verde"), o nome é uma indicação de seu status como donzela-pássaro. No entanto, notou-se que, como aconteceu em ambas as versões, o manto de penas da donzela-cisne foi substituído pela vestimenta, mas uma reminiscência dela é mantida em seus nomes.
Ocorrência semelhante aparece num conto de fadas da Bretanha, La Demoiselle en Blanc ("A Dama de Branco"), recolhido por Paul Sébillot: o jovem vê três donzelas humanas tomando banho, e nas proximidades há três vestidos, um branco, um um cinza e um azul. Foi notado que o conto contém um episódio quase idêntico das donzelas tomando banho, em vez das donzelas-pássaros.
Em outro conto da Bretanha, coletado por François-Marie Luzel, Barbauvert, ou Le Prince qui Joua la Tête et la Perdit ("Barba Verde, ou O Príncipe que jogou a cabeça e a perdeu"), o príncipe Charles, filho do rei da França joga e perde uma aposta contra Barbauvert. O homem pede ao príncipe que encontre seu castelo. Charles conhece um eremita que lhe diz que três donzelas virão em três cadeiras douradas e descerão perto de um lago. Uma delas é Koantic, a filha mais nova do Barba Verde e que ajudará o príncipe nas tarefas do pai.
No conto irlandês Lírio Amarelo, o filho do rei de Erin joga sua cabeça contra o cruel Gigante de Loch Lein e deve viajar para o castelo do gigante após perder a aposta. Durante suas viagens, ele conhece uma velha em uma cabana que lhe informa que as três filhas do gigante, Lírio Azul, Lírio Branco e Lírio Amarelo, virão se banhar em um lago próximo, e que ele deverá roubar as vestimentas da mais nova, Lírio Amarelo.
Em outro conto irlandês, O Filho do Rei em Erin e o Rei da Ilha Verde, coletado por Jeremiah Curtin e posteriormente publicado por Séamus Ó Duilearga, o filho do rei de Erin perde para um pequeno homem cinza e ele ordena que ele encontre seu castelo na Ilha Verde dentro de um ano e um dia. Após uma longa viagem, uma águia o encaminha até as três filhas do rei da Ilha Verde e rouba a pulseira da mais nova delas. Ele devolve para ela, eles se apaixonam e ela concorda em ajudá-lo nas tarefas de seu pai.

#### Norte da Europa
Numa variante norueguesa, um estranho chamado "o nono Momorius" ajuda o herói e ele tem que encontrar sua casa como pagamento. O herói conhece um dos filhos de Momorius e o encaminha para sua irmã mais nova, que mora à beira de um lago. Ao chegar, o herói rouba as roupas da filha de Momorius e pede sua ajuda. O folclorista norueguês Reidar Thoralf Christiansen reconheceu que o roubo das roupas da irmã foi "claramente um uso muito desgastado do incidente da Donzela-Cisne".

#### Sul da Europa
Num conto galego, Brancafrol, um jovem apostador aposta e perde a alma, recebendo um prazo para entregar a alma ao vencedor. Depois de dar esmola a uma senhora idosa, ela informa-o de três donzelas mágicas que se banham no mar: duas mulheres mouriscas e uma mulher cristã, que colocaram os seus vestidos na praia (os verdes das mulheres mouriscas e os brancos da mulher cristã).
Francisco Maspons y Labrós coletou uma variante catalã intitulada Lo castell del Sol ("O Castelo do Sol"), onde um jovem conde aposta e perde sua riqueza e deve encontrar o caminho para "O Castelo do Sol". Sem saber sua localização, ele é ajudado por uma senhora idosa e seus filhos, que contam sobre um lago onde três donzelas vêm se banhar. Ao fugir da família, o conde chama sua esposa de "Rosa Florida".

#### Europa Central
Em um conto austríaco (Tirol) coletado por Joseph e Ignaz Zingerle, Der gläserne Berg ("A Montanha de Vidro"), o filho de um guarda florestal, enquanto se escondia nos arbustos, vê três donzelas tomando banho e pega suas capas. Mais tarde, as donzelas chegam à sua casa e pedem a devolução das roupas. Ele volta para duas das donzelas, mantendo a mais nova e casando-se com ela. O casal vive muito feliz até que, um dia, o marido se esquece de trancar o armário onde escondeu a capa e ela a encontra. A donzela escreve-lhe um bilhete dizendo que, se ele a ama, deve procurá-la na "Montanha de Vidro".
Num conto suíço de Unterengadin, Der Glasberg oder Das Glasschloss ("A Montanha de Vidro ou o Castelo de Vidro"), um jovem e sua mãe viúva vivem em uma casa na floresta. Um dia, ele está cortando lenha quando vê dez donzelas voadoras pousando perto de um lago e tirando as asas para se banhar. O jovem fica surpreso com tal visão. No dia seguinte, ele assiste à cena e se convence de que as donzelas são reais, pretendendo tomar uma delas, a mais nova, como esposa. Na terceira vez, ele cava um buraco e se esconde nele para roubar as asas da donzela assim que ela descer. Ele tem sucesso e a donzela é apresentada à sua mãe como sua esposa. Ele esconde as roupas em um compartimento trancado e dá a chave para a mãe, mas um dia ela se esquece de trancá-la. Então a donzela recupera as asas e diz à velha que seu filho deveria encontrá-la "na Montanha de Vidro". O jovem, agora inconsolável, parte em busca para recuperá-la. Ele visita a morada da Lua, do Sol e do Vento e obtém sua ajuda. Ele finalmente chega à Montanha de Vidro e conhece sua sogra, que lhe pede para realizar três tarefas, a última das quais é reconhecer sua esposa entre suas nove irmãs idênticas. Ele também é bem sucedido. Logo depois, a dupla escapa da Montanha de Vidro (ATU 313, "A Fuga Mágica") e volta para casa.

#### Leste Europeu
Em um conto polonês de A. J. Glinski, O nahajce wykonajce, butachsamoskokach, czapce niewidce, i ogórze miedzianej ("A Princesa da Montanha de Bronze"), o herói é um príncipe que rouba o par de asas do princesa titular e a pede em casamento. No dia do casamento, ela recebe de volta as asas e voa de volta para a Montanha de Bronze.
Num conto recolhido por Francis Hindes Groome (A Bruxa) de uma fonte polaco-cigana, o príncipe sonha com um lugar onde lindas donzelas se banhavam. Ele decide viajar pelo mundo para encontrar este lugar. Ele faz isso e esconde as asas da donzela mais jovem. Depois que sua esposa foge, ele a segue até a casa de sua família e deve trabalhar para sua mãe feiticeira.
No conto popular russo Yelena, a Sábia, a princesa titular e sua empregada, ambas possuidoras de asas, foram feitas prisioneiras por uma serpente de seis cabeças, até serem acidentalmente libertadas por Ivan, o soldado. Ivan informa a serpente de seis cabeças sobre sua fuga e o monstro diz que a princesa é astuta. Seguindo seu rastro, ele usa um tapete voador para chegar a um lindo jardim com um lago. Logo depois, Yelena e sua empregada chegam e tiram as asas para tomar banho.
Num conto da Valáquia recolhido por Arthur e Albert Schott, Der verstoßene Sohn, um jovem atira num corvo, que cai na neve. A imagem marcante faz com que o menino anseie por uma noiva "de pele branca, bochechas vermelhas e cabelos pretos como penas de corvo". Um velho lhe conta sobre tamanha beleza: três "Waldjungfrauen" ("donzelas da floresta") virão se banhar no lago, e ele deverá garantir a coroa de uma delas. Ele falha duas vezes, mas consegue na terceira tentativa. O jovem e a donzela da floresta vivem juntos há muitos anos, ela lhe dá dois filhos, mas, durante uma festa na aldeia, pede a coroa de volta. Ao colocá-la na cabeça, ela começa a subir em voo com os dois filhos e pede ao marido que venha procurá-los.
Em um conto ucraniano da Bucovina com o título "Жінка, що мала крила" ("A Mulher que Tinha Asas"), um jovem chamado Petryk mora com seu pai e caça na floresta. Um dia, ele para para descansar em uma campina e vê três donzelas aladas descerem dos céus, tirarem as asas para dançar na campina e voarem de volta aos céus. Petryk conta ao pai que se apaixonou pela donzela alada. Seu pai o aconselha a ir cedo para a campina, cavar um buraco para se esconder e esperar a chegada das donzelas; quando eles tirarem as asas, Petryk roubará o par que pertence à mais nova delas - aquela por quem Petryk se apaixonou. Petryk segue o conselho de seu pai e busca suas asas, enquanto seus companheiros voam para o céu. Petryk leva suas asas para casa e as tranca em um baú. A donzela alada se casa com Petryk e dá à luz um filho. Algum tempo depois, durante uma festa de casamento na aldeia, a donzela alada dança e impressiona a multidão, dizendo que pode dançar ainda melhor se tiver asas. Os convidados abordam Petryk e pedem que ele traga as asas de sua esposa. Ele cede e dá asas à esposa; ela as veste, dança e agarra o filho para voar para longe da aldeia. Petryk começa a procurar sua esposa e filho. Depois de usar alguns pares de sapatos, ele encontra três irmãos brigando pela herança do pai, um capuz invisível, um par de botas e um banyak. Ele usa as botas para chegar à cabana de sua esposa em uma floresta distante e encontra seu filho Mykhailo do lado de fora da cabana de sua mãe.

#### Grécia
Von Hahn também coletou histórias semelhantes de Ioannina e Zagori, e chamou a personagem similar a donzela-cisne de "Elfin".

#### Ásia
Num conto recolhido de uma fonte dagur, na China, um homem conta aos seus três filhos um sonho que teve: um cavalo branco que apareceu, deu a volta ao sol e desapareceu no mar. Seus filhos decidem encontrar este cavalo. O mais novo consegue capturar o cavalo, mas diz que se sentirá sozinho longe de casa, então o cavalo decide trazer consigo uma de suas irmãs. O jovem e o cavalo aguardam na praia a chegada de dez fadas, que tiram a roupa para brincar no mar. Logo, o jovem apodera-se das roupas da mais nova.
Num conto recolhido na língua concani, A Princesa Pássaro e o Menino, um rei com sete filhos faz-lhes uma pergunta: de quem eles têm mais medo? Os seis meninos mais velhos respondem: "o rei", o que lhe agrada. Quando o mais novo diz que tem mais medo de Deus, o rei o chicoteia oito vezes e o abandona na floresta. O menino vagueia e chega à casa de uma senhora idosa. Ele trabalha como pastor de cabras e é avisado para não ir além da horta. Ele desobedece e vê um lago onde duas princesas se banham, seus vestidos que lhes permitem voar nas proximidades. Ele rouba o vestido de uma delas, mas a donzela o recupera. No segundo dia, ele consegue roubar as roupas da segunda e se esconder embaixo do chão da casa. O rei morre e três elefantes levam a coroa para o menino. Ele se casa com a princesa voadora. Quando a velha morre, a princesa encontra as roupas mágicas e voa de volta ao seu reino. No caminho, o menino resgata sapos, mangustos e moscas, cuja ajuda utiliza para cumprir três tarefas antes de reconquistar sua esposa.
Em um conto da língua jibbali de Omã, traduzido como Um Homem e Sua Mulher Jinn, um homem tem uma plantação de tamareiras que dão frutos, mas alguém as roubou. Ele consulta um curandeiro que o aconselha a se esconder entre os arbustos e esperar que três “meninas fantasmas” cheguem, tirem a roupa e dêem um mergulho no poço, e então ele deve roubar suas roupas e escolher a que mais gosta. O homem segue seu conselho e, naquela mesma noite, três meninas chegam à plantação. Ele rouba as roupas. O trio pede por elas de volta; ele devolve duas delas e retém a terceira, tornando a terceira garota sua esposa. Mais tarde, ele volta para a casa de sua mãe e pede que ela esconda as roupas de sua esposa. Um dia, enquanto o homem está fora, há uma festa na aldeia, e a menina pede à sogra as roupas de volta para poder dançar com as mulheres, mas ela recusa. O governante local ordena que ela vá buscar as roupas, o que ela faz; a garota as veste e sai voando. Quando o filho volta para casa, a mulher tenta fazer com que o filho acredite que a esposa dele morreu, mas cede e conta a verdade. O homem consulta novamente o curandeiro, que lhe diz para preparar três camelas (branca, vermelha e preta) e alimentá-las por três anos. O homem também casa suas três irmãs com três cunhados gênios, e então inicia sua jornada em direção ao nascer do sol em busca de sua esposa. Ele passa pelas casas de seus três cunhados e ganha de cada um deles um tufo de cabelo para queimar e convocá-los caso precise de ajuda. Finalmente, ele chega à aldeia de sua esposa na terra dos gênios e a conhece. Ela fica surpresa ao vê-lo ali e manda-o voltar, caso contrário sua família o matará, mas ele insiste em ficar, então ela esconde seu marido humano. A garota jinn engana seu pai para que faça uma promessa de protegê-lo e ela os apresenta. O homem declara que só sairá da terra dos gênios com a esposa, e o sogro lhe ordena três tarefas: beber uma lagoa inteira, carregar uma taça de óleo montanha acima e não derramar nenhuma gota, e por último comer três camelos. O homem queima os tufos de cabelo dos cunhados, que vêm em seu auxílio e cumprem as tarefas por ele. Finalmente, o homem volta para casa com sua esposa gênio.

#### África
Num conto argelino, La Djnoun et le Taleb, o taleb Ahmed ben Abdallah chega à beira de um lago e vê uma bela Djnoun banhando-se na água. Ele logo percebe a "pele de pomba" da donzela e a esconde. Eles se casam e constituem uma família com vários filhos. Um dia, um de seus filhos encontra a vestimenta mágica de sua mãe e a entrega a ela.

#### América do Norte
Num conto coletado dos sahaptin, um menino fica pobre. Mais tarde, ele joga cartas com um lojista negro. O menino ganha o armazém e o gado do negro. Ele então aposta: se perder, vira servo do menino. O negro reconquista o armazém e o gado, e o menino como seu servo, mas o negro o dispensa e manda o menino ir para um lugar do outro lado do rio. Uma velha o impede de atravessar o rio e tenta ajudar o menino "pedindo coisas diferentes": os pratos, as colheres, o gato, o galo e os gansos. A mulher traduz o que os gansos informaram: o menino deve procurar algumas banhistas e deve garantir as "ligas azul-esverdeadas" da última banhista.
J. Alden Mason coletou uma história dos utes da tribo Uintah de Whiterocks, Utah, com o título A aventura de Nṍwintc com as Meninas-Pássaros e seu povo. Nesta história, um homem chamado Nṍwintc vagueia pelo deserto e tenta caçar um cervo, mas o animal implora por sua vida e conta ao caçador sobre um lago próximo onde duas mulheres estão se banhando. Nṍwintc vai verificar a história do cervo e encontra duas mulheres "que pareciam pássaros", uma amarela e outra verde, e rouba suas roupas. Ambas as mulheres querem suas roupas de volta e Nṍwintc as devolve. Eles brincam durante a noite, depois vão dormir, mas, como as mulheres fingem estar dormindo, fogem na calada da noite. Na manhã seguinte, Nṍwintc vai atrás delas; no caminho, ele conhece alguns meninos que lhe dão penas de águia e um véu que lhe confere invisibilidade. Nṍwintc conhece primeiro a garota verde e sua família, que quer se livrar dele e impor julgamentos a Nṍwintc. O caçador humano prevalece, casa-se com a menina verde e eles têm uma filha. Nṍwintc, porém, quer visitar a garota amarela e conhece sua família, e algo semelhante acontece. Nṍwintc também se casa com a garota amarela e eles têm dois filhos. Eventualmente, ambas as famílias se encontram.
O antropólogo Robert H. Lowie coletou um conto dos shoshones com o título A Esposa Sobrenatural: um caçador humano (Ute) tenta matar um cervo, mas o animal implora por sua vida e direciona o caçador para um lago onde duas mulheres estão se banhando, uma com vestido vermelho e outra com vestido branco. O caçador humano encontra a donzela vestida de branco e ela lhe dá um anel. Eles passam a noite juntos e na manhã seguinte o casal se encontra em uma bela casa. Um homem branco vê a casa e a mulher e reporta ao governador da cidade, que conspira com o homem branco para matar o Ute e tomar a sua casa e a sua esposa. O governador, então, impõe tarefas impossíveis ao caçador Ute: tirar o sangue de um soldado, yaɣa'pwa'tu (lágrimas dos pássaros), e banhar-se em água fervente. Com a ajuda da esposa, ele triunfa sobre o governador. Porém, um dia, a mulher pede ao marido Ute que não a chame de "mulher-cones-de-pinhão-no-chão", mas o homem esquece e a chama assim. Ela desaparece na manhã seguinte e ele vai atrás dela. Na estrada, ele rouba três objetos de duas meninas e um menino: um porrete, uma calça de mulher e um chapéu - todos enviados por sua esposa. Ele encontra sua esposa na casa da mãe dela e sua sogra o obriga a fazer algumas tarefas. A mulher, porém, convence o marido Ute a fugir de casa.

#### América Central
Em um conto jamaicano, Jack and the Devil Errant, o protagonista Jack perde uma aposta contra o titular Diabo Errante e recebe a ordem de encontrá-lo em três meses. Um velho o ajuda informando que as três filhas do Diabo Errante virão tomar banho em um lago, mas ele só deverá roubar a roupa da mais nova.
Em outro conto jamaicano, com forte tendência etiológica e possivelmente estrelado pelo lendário herói trapaceiro Anansi, o protagonista, um jovem, vence um "chefe" (um rei africano) e a ama do jovem o avisa que o rei pode estar planejando alguma armadilha. A ama, então, orienta o jovem que ele deve pegar “a estrada do rio” e chegar a um riacho onde a filha mais nova do rei estará se banhando. Ele rouba as roupas duas vezes: na primeira vez, o jovem mente que um ladrão estava por perto; na segunda vez, que uma rajada de vento as levou embora.
Uma história foi coletada em 1997, de uma contadora de histórias de Belize de 65 anos, a Sra. Violet Wade, que enfoca a história de fundo do pai da donzela. Nesta história, Sinete Verde, um príncipe órfão se torna rei, resgata uma princesa e se casa com ela. Anos depois, eles têm três filhas (uma das quais Sinete Verde), a quem o rei, um mago, ensina magia. As três donzelas voam até um rio para se banhar e um pobre menino, Jack, rouba as roupas de Sinete Verde. Eles concordam em se casar, mas primeiro Jack deve realizar tarefas para o pai dela.

## A donzela celestial ou noiva celestial

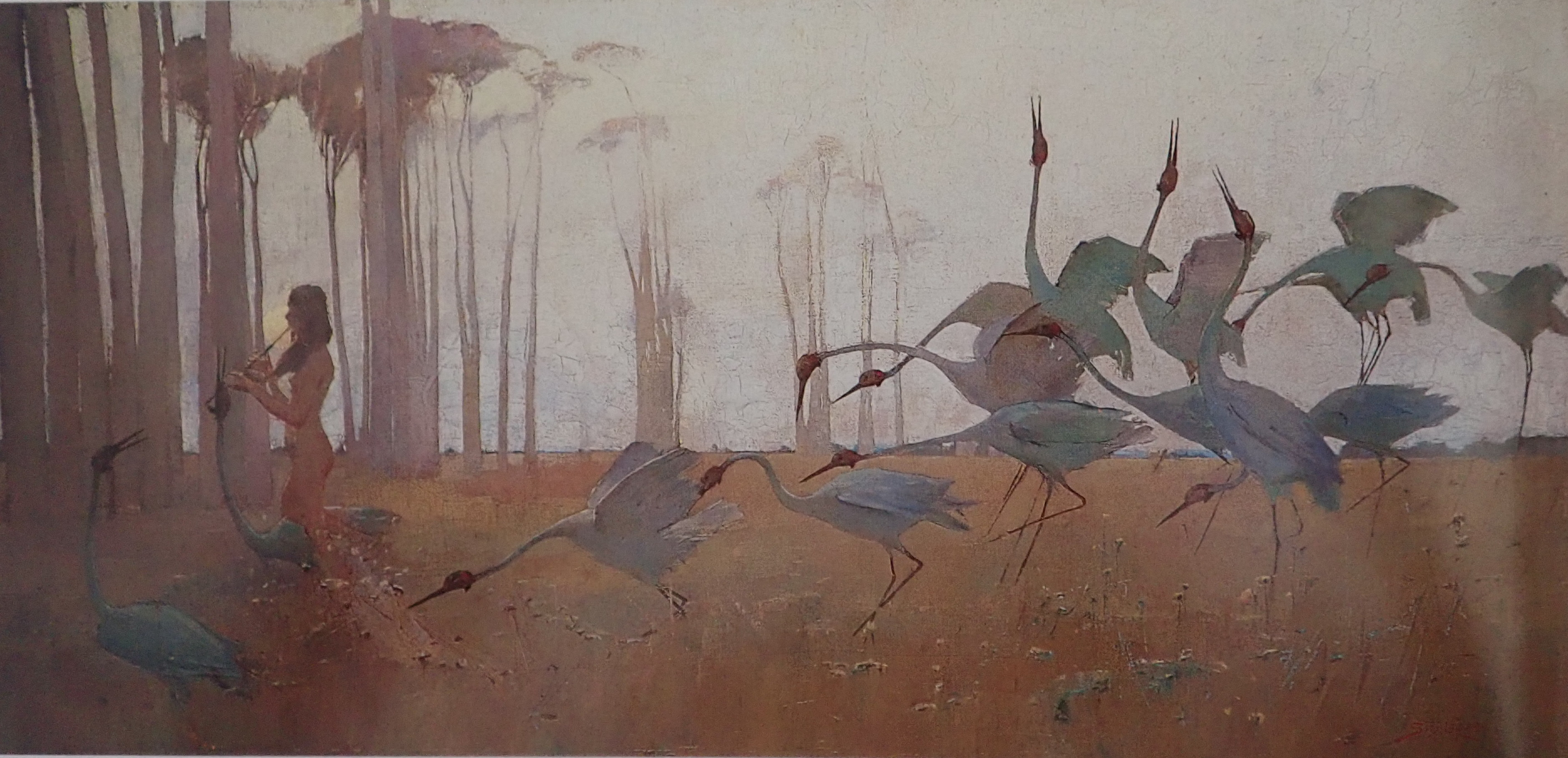
O Espírito das Planícies (1897), por Sydney Long, retratando uma ninfa com grous-brolgas.

Um segundo formato do motivo da esposa sobrenatural refere-se a contos em que a donzela não é um animal que muda de forma, mas sim uma criatura ou habitante do Céu, um Reino Celestial, ou vem do lugar onde os deuses vivem. Obras ocidentais comumente traduzem essas personagens como "fadas" ou "ninfas".
O folclorista japonês Seki Keigo chama esta história de "A Esposa do Mundo Superior", em seu índice de "Tipos de contos populares japoneses". Da mesma forma, o estudioso Kunio Yanagita intitulou-o de A Esposa do Mundo Celeste. O professor Alan L. Miller chama de "A Esposa Divina", que também pode se referir aos contos da Donzela-Cisne. Os estudos do Leste Asiático também nomeiam este grupo de contos como "A Lenda do Manto Alado" (ou "Conto do Manto Emplumado") e "Esposa Celestial".
Os estudos coreanos supõem que a esposa-pássaro e a transformação animal foram substituídas por uma mulher sobrenatural de aparência humana com um par de asas ou uma vestimenta mágica em regiões que não tinham contato com cisnes, por exemplo, Índia, Sudeste Asiático, Coreia e Japão.

### Índia e Sul da Ásia
Segundo estudos, o motivo da noiva celestial cujas roupas são roubadas por um guerreiro mortal é popular na tradição literária e oral indiana.
O escritor romântico russo Vasily Zhukovsky desenvolveu o tema da donzela-pássaro em seu poema "O Conto do Czar Berendey", publicado em 1833. Ele conta a história épica do mítico czar Berendey que é forçado a prometer seu filho, Ivan Tsarevich, ao malvado feiticeiro Koschei. Anos depois, Ivan Tsarevich chega às margens de um lago e vê trinta patos cinzentos mergulhando no lago. Na verdade, elas são filhas de Koschei, e uma delas é Marya Tsarevna.
Uma canção folclórica coletada do estado de Chhattisgarh, A Balada da Donzela-Flor Bakaoli, contém o episódio onde um homem (Lakhiya) é informado por um sadhu sobre as sete filhas de Indra Rajá (uma das quais é Bakaoli) que se banham em um lago.
Um conto de origem dravidiana conta a história do príncipe Jagatalapratapa, que se encontra com a filha de Indra e suas criadas em um bosque. Uma segunda história de As Noites de Entretenimento Dravidianas, de Natesa Sastri, mostra o episódio do príncipe roubando roupas de uma donzela celestial, como parte da busca do príncipe por uma flor especial.
Uma história obtida de fontes do povo santal (Toria, o Pastor de Cabras e a Filha do Sol) fala do pastor de cabras Toria. Depois que as Filhas do Sol descem à terra num fio de aranha, as donzelas convidam Toria para se juntar a elas em seu lazer na água. O pastor de cabras, então, convence as meninas a ver quem consegue ficar tanto tempo debaixo d’água. Enquanto elas estão distraídas, Toria esconde a roupa de uma delas – a que ele achou mais linda – e foge com ela para casa.
Num conto bengali, de Dinajpur (A Descoberta do Sonho), o príncipe Siva Das recebe um sonho premonitório sobre uma donzela. Algum tempo depois, ele é informado por um sábio que, numa noite de lua cheia, cinco ninfas descem do céu para brincar em um lago, e uma delas é a donzela que ele viu em sonho, chamada Tillottama.
Num conto do povo karbi, Harata Kunwar, o mais novo de sete irmãos, foge de casa para salvar a vida, depois dos seus irmãos e pai ameaçarem tirar-lhe a vida, e refugia-se com uma senhora idosa. Depois de fazer suas tarefas, ele planeja tomar banho no rio, mas foi orientado a não subir rio acima. Ele faz isso e vê as seis filhas do Rei do Grande Palácio descendo dos céus e se despindo para se banhar e brincar na água.
O autor Mark Thornhill publicou um conto intitulado A Filha do Perfumista e proveniente da Índia. Nesta história, a esposa do príncipe pede seu anel e voa para lugares desconhecidos. Sobrecarregado de tristeza, o príncipe vagueia pelo mundo até encontrar um velho mestre asceta. O asceta avisa ao príncipe que, na noite de lua cheia, sua esposa e suas servas descerão dos céus para se banhar no lago, e o jovem deverá adquirir o xale de sua esposa.
A coleção de contos populares indianos Kathasaritsagara contém pelo menos dois contos semelhantes envolvendo apsarás: o conto de Marubúti que, instruído por um eremita, rouba as roupas de uma das ninfas celestiais que vieram se banhar no rio, e o eremita se torna o marido mortal de Vidyadhara. Em uma segunda história, a divindade Bhairava ordena que Thinthákarála roube as vestimentas das apsarás que estavam se banhando na "piscina sagrada de Mahákála". Feito o feito, as apsarás protestam e imploram que suas vestimentas sejam devolvidas, mas o jovem impõe uma condição: ele as devolverá em troca da apsará mais jovem, Kalávatí, filha de Alambushá, se tornar sua esposa.
Em outro conto indiano, O Vendedor de Lenha e as Sete Fadas, o vendedor de lenha tira um momento para descansar na floresta e logo vê sete fadas se banhando um poço. Ele logo rouba suas roupas e pede ajuda para impressionar uma rainha visitante com quem deseja se casar.

### Sudeste Asiático

#### Continental
A professora Margaret Kartomi afirmou que "inúmeras versões" da história do homem que se casa com uma das sete mulheres celestiais (ou anjos) depois de roubar suas roupas aparecem no " Sudeste Asiático insular e continental".
Num conto do Laos, O Marido Fiel, Chow Soo Tome, um senhor, vê sete ninfas aladas tomando banho. Eles percebem sua presença e fogem, exceto uma. Eles se casam e sua mãe esconde as asas, para que ela não possa voar de volta. O chefe chow manda Soo Tome para a guerra e a ninfa, de tristeza, pede à sogra suas asas de volta. Ela veste suas asas e voa de volta para o reino de seu pai, Chom Kow Kilat. Chow Soo Tome descobre que sua esposa fugiu e parte em uma missão para reconquistá-la.
Num conto vietnamita, um lenhador encontra a fonte onde as fadas (Nàng tiên) vêm se banhar. Ele esconde as roupas da fada mais nova e se casa com ela. O jovem esconde a vestimenta no galpão de arroz, mas sua esposa a encontra e volta para o mundo superior. Porém, ela deixa o filho com seu pente, como lembrança.
A antropóloga Sra. Leslie Milne coletou uma história do povo xã que ela intitulou A Fada e o Caçador. Nesta história, devido ao chefe de uma aldeia não ter feito oferendas aos deuses, os espíritos se reúnem e procuram o crocodilo, o governante dos corpos d'água, para uma decisão. O crocodilo concorda em punir os aldeões secando os corpos d'água. Depois de três anos, o chefe da aldeia consulta um adivinho, que envia um sábio para matar o crocodilo. O sábio vai até o animal e atira uma flecha em um de seus olhos. Na próxima vez, o crocodilo vê um caçador por perto e implora por ajuda, em troca de qualquer coisa que o humano desejar. O caçador concorda com a proposta e mata o sábio. Mais tarde, sete fadas vêm de sua morada celestial na "montanha prateada no céu" para se banhar no lago. O crocodilo concorda em ajudar o caçador e lhe dá uma corda de pedras preciosas que ele usa nas sete donzelas na próxima vez que elas descerem voando à terra. Presas na corda, as meninas imploram pela libertação, e o caçador as deixa ir, mas diz que quer a mais nova delas como esposa.

#### Marítimo
De acordo com o linguista Sidney Herbert Ray, a palavra sânscrita vidyādhari foi emprestada para as línguas malaio-polinésias da região. Assim, aparece como bidadari em malaio e makassar e como widadari em javanês, ambos denotando uma ninfa ou fada.

##### Malásia
Na história (hikayat) de Hikayat Inderaputera, o príncipe Inderaputera (Indraputra) viaja pelo mundo em busca de uma cura para a falta de filhos de um rei. Ele obtém informações de um peri que a princesa Gemala Ratna Suri e suas sete atendentes ninfas virão em sete dias para se banhar no lago, e ele deverá roubar as jaquetas voadoras das donzelas para avançar em sua busca.
Em outro hikayat malaio, o príncipe Malim Deman teve uma visão em um sonho sobre um homem santo apontando para um lugar rio acima onde ele poderia encontrar uma esposa. Lá ele encontrará sete donzelas celestes que desceram ao reino mortal para brincar no lago da fada Ninek Kebayan. O príncipe conhece Ninek Kebayan, que o ajuda a roubar as roupas da mais bela das donzelas celestiais, Puteri Bongsu (Poeteri Boengsoe), e torná-la sua esposa. Em outra versão, fornecida por um "ancestral respeitado" chamado Bujang XI, o protagonista Malin Deman se casa com Dewa Indurjati. Caso contrário, a história mostra o mesmo final, com a donzela celestial recuperando as roupas e retornando aos céus.
Uma trama semelhante pode ser encontrada em outro hikayat, chamado Hikayat Malim Dewa (ou Malém Diwa), onde o príncipe Malim Dewa se casa com a ninfa celestial (princesa) Poetroë Boengthoe, cujas roupas mágicas ele roubou para evitar seu retorno à morada celestial.

##### Filipinas
A narrativa da donzela-cisne ou esposa celestial foi notada como encontrando-se "em todas as Filipinas", sendo contada nos seguintes grupos étnicos, de acordo com os professores Hazel Wrigglesworth e Richard Dorson: Tinguian, Amganad Ifugao, Kallahan Keley-i, Casiguran Dumagat, Mamanwa, Binukid, Ata de Davao, Dibabawon, Sindangan Subanon, Siocon Subanon, Ilianen Manobo, Livunganen Manobo, Sarangani Manobo, Maguindanao e Tausug.
No conto Kimod e a Donzela-Cisne ("Pitong Maylog"), de Mansaka (Filipinas), Kimod, um jovem caçador, captura as roupas de uma donzela que toma banho e se casa com ela. Algum tempo depois, a donzela descobre o seu esconderijo: dentro da zarabatana do marido. Ela se veste novamente e se junta a suas irmãs no mundo do céu. Kimod, então, parte em uma missão para trazê-la de volta. De acordo com Herminia Q. Meñez, foi relatado que versões foram encontradas em outros grupos em Mindanao e no norte de Luzon.
Outras variantes do folclore filipino incluem: As Sete Jovens Mulheres do Céu; Magbolotó, um conto do Visayan. Uma versão do conto também foi encontrada nas narrativas orais do povo agta (Como Juan Conseguiu sua Esposa do Alto).

#### Indonésia
As donzelas celestiais também são conhecidas na Indonésia como Belas Banhistas ou As Sete Ninfas, contos em que um personagem masculino espiona sete donzelas celestiais (Apsaras) tomando banho em um lago terrestre. Os estudos indonésios afirmam que o conto é "difundido em quase todas as partes da Indonésia": Sumatra do Norte, Maluku, Bengkulen, Kalimantan Oriental, Madura, Sulawesi Ocidental, Java e Bali. A esse respeito, o professor James Danandjaja reconheceu esta ampla difusão, mas enfatizou a existência da história "entre os grupos étnicos que foram influenciados pelas culturas hindus-budistas e han (chinesa)".
Uma versão famosa da história da Indonésia é intitulada "Jaka Tarub e Sete Apsaras", da ilha de Java, estrelando o lendário herói javanês Jaka Tarub, que se casa com o celestial ninfa (Bidadari) Dewi Nawang Wulan. Diz-se que esta história é popular nesta ilha, especialmente em Java Oriental e Central.
Contos semelhantes foram coletados em Sulawesi do Norte e na Península Minahassa (anteriormente conhecidas como Ilhas Celebes). Uma delas é a história de Kasimbaha e Utahagi: Kasimbaha busca as roupas de Utahagi, uma "ninfa celestial" que estava se banhando em um lago e, mais tarde, depois que sua esposa retorna à sua morada celestial, ele sobe em uma árvore especial para ascender aos céus e encontrá-la novamente. Uma segunda história é interessante porque difere: em vez de se banharem num lago, as donzelas celestiais descem à Terra e roubam os inhames de um agricultor humano chamado Walasindouw.
Em Bengkulu, na ilha de Sumatra, a lenda de Malin Deman aproxima-se bastante do tema da “Esposa Celestial”: o herói Malin Deman rouba as asas e as roupas do mais jovem dos “Sete Anjos” que chegaram ao plano terrestre para se banhar. Eles logo se casam e têm um filho, mas, anos depois, ela retorna ao seu reino celestial. Outro conto de Sumatra é a história de Lidah Pahit e Puyang Bidodari (Putri Bungsu).
Entre o povo karo da Indonésia, a história do herói Si Mandupa conta sobre seu casamento com uma das sete anak dibata ("filhos da divindade") roubando suas roupas. Algum tempo depois, seu marido devolve suas roupas e ela voa de volta para o céu, o que leva a uma árdua busca para trazê-la de volta para casa.
Em um conto de Madura, Aryo Menak, o herói titular se casa com um dos sete "anjos", chamada Tunjung Wulan. Um dia, a esposa anjo diz ao marido para não visitá-la na cozinha sempre que ela estiver cozinhando. Ele quebra essa proibição e ela volta para suas irmãs.
Em um conto da região de Aceh, Malim Dewa, o jovem órfão Malim Dewa se aventura por uma densa floresta perto do rio Pesangan, em busca de uma donzela de corpo dourado que ele viu em um sonho. Ele sonha com sete donzelas de corpo dourado tomando banho e brincando em um rio próximo, então ele acorda. Ele logo conhece uma senhora idosa chamada Inen Keben, que revela que as sete donzelas tomam banho em Atu Pepangiren às segundas e quintas-feiras, e lhe diz que se ele garantir a vestimenta de uma delas, ela permanecerá na terra. O plano dá certo e a donzela, chamada Putri Bensu, é levada por Inen como outra companheira. Malim e Putri Bensu se conhecem pessoalmente, casam-se e têm um filho, chamado Amat Banta. Um dia, a criança brinca com as cinzas na cabana de Inen e Putri Bensu descobre sua roupa roubada. Ela a veste novamente e sai da cabana com a criança de volta aos céus.
Num conto de Kalimantan do Sul, Telaga Bidadari, um homem chamado Awang Sukma torna-se um datu (um título de governo). Um dia, ao tocar sua flauta, ele percebe um barulho próximo e vai investigar. Ele vê sete anjos ou ninfas banhando-se em um lago (Sungai Raya ou Lago Bidadari). Ele se apaixona pela mais nova e rouba sua roupa. Na hora de partir, seis das mulheres usam suas roupas, mas não a mais nova, Putri Bungsu. Eles a deixam lá, mas ela é encontrada por Awang Sukma. Eles se casam e têm uma filha chamada Kumalasari. A felicidade deles dura pouco quando Putri Bungsu encontra sua roupa roubada no jardim e voa de volta para o céu.
Uma história semelhante é relatada como um mito fundamental dos reinos históricos das Molucas do Norte: um homem chamado Jafar Sadek chega da Arábia à costa de Tarnore. Lá, ele vê sete donzelas banhadas (donzelas celestiais), e se apaixona pela mais nova, chamada Nur Safa. Ele rouba seu manto alado e a prende na Terra. Ele esconde as roupas dela, casa-se com ela e ela lhe dá três filhos e quatro filhas. Um dia, Nur Safa encontra suas roupas e voa de volta aos céus, deixando sua família para trás. Jafar Sadek fica sabendo de seu desaparecimento e é levado por uma águia para o Reino do Céu. Lá, ele conhece o sogro e é posto à prova: deve identificar Nur Safa em meio a um desfile de donzelas idênticas.
Uma história do povo bugis atesta a descida de sete ninfas celestiais para se banhar em um lago terrestre, e um homem que rouba as roupas da mais nova para torná-la sua esposa.
Outras histórias são atestadas nas muitas tradições do arquipélago: da Ilha de Halmahera, o episódio de "roubar roupas de donzela durante o banho" ocorre como parte da busca do mais novo de sete irmãos por um remédio para seu pai; da Ilha de Bali, a história de Rajapala e vidyadhari Ken Sulasih, pais do herói Durma; o poema heróico Ajar Pikatan, narrando a busca pela donzela celestial Suprabha; A Lenda de Pasir Kujang, de Java Ocidental; Raja Omas e Mahligai Keloyang.

### Leste Asiático
As tradições folclóricas do Leste Asiático também atestam a ocorrência de contos semelhantes sobre donzelas celestiais.
Um conto de Lew Chew foi relatado c. início do século XIX pelo enviado Li Ting-yuan: um fazendeiro, Ming-Ling-Tzu, dono de uma fonte cristalina da água mais pura, avista uma bela donzela tomando banho na fonte de água e possivelmente sujando-a. Ele nota as vestes da donzela, de uma "cor avermelhada do pôr do sol", penduradas perto de um pinheiro. Ele pega as roupas dela e não as devolve para ela. O homem se casa com a donzela, eles moram juntos há dez anos e têm um filho e uma filha. Um dia, quando o marido está fora, a misteriosa donzela sobe numa árvore e sobe ao céu, deixando para sempre a sua família humana.

#### China
O acadêmico James H. Grayson data o aparecimento do conto em fontes chinesas em algum tempo após o século II a.C.
No primeiro catálogo de contos populares chineses (elaborado em 1937), Wolfram Eberhard abstraiu um tipo folclórico chinês indexado como número 34, Schwanenjungfrau ("A Donzela-Cisne"): um pobre jovem humano é direcionado ao local onde mulheres sobrenaturais se banham perto de uma vaca ou um cervo; as mulheres podem ser Donzelas-Cisnes, uma tecelã celestial, uma das Plêiades, uma das "9 Donzelas Celestiais" ou uma fada; ele rouba as roupas de uma delas e faz dela sua esposa; ela encontra as roupas e voa de volta para o céu; o jovem vai atrás dela e a encontra no reino celestial; o rei celestial decreta que o casal se encontre apenas uma vez por ano. Com base em algumas das variantes disponíveis na época, Eberhard datou a história no século V, embora o conto pareça muito mais antigo, com referências a ele no Huainanzi (século II a.C.).
Outro conto relacionado é o mito chinês do Vaqueiro e da Tecelã, no qual uma das sete irmãs fadas é tomada como esposa por um vaqueiro que escondeu as vestes das sete irmãs; ela se torna sua esposa porque ele a vê nua, e não tanto porque ele pegou seu manto. Em algumas versões da história, o personagem Vaqueiro tem um irmão e uma cunhada, e um búfalo guia o jovem até o local onde as donzelas celestiais estão se banhando (seja a Donzela Tecelã sozinha ou um grupo de donzelas).
Uma história semelhante é a história de Tian Xian Pei, também conhecido como "O Casal de Fadas"; "O Casamento da Princesa Fada" ou "Dong Yong, o Filho Filial". Segundo o professor Wilt Idema, há uma continuação da história de Dong Yong, onde seu filho, Dong Zhong, descobre que sua mãe é a fada celestial que descerá à terra para se banhar na lagoa Anavatapta. Ele é instruído a roubar o manto mágico de sua mãe.
A literatura chinesa atesta uma versão sem título no Soushen Ji, como o décimo quinto conto do Volume 14.

#### Japão
De acordo com o Índice de Contos Populares Japoneses do professor Hiroko Ikeda, o tipo 400 internacional é igualmente classificado como tipo 400, com o título "O Homem em Busca por sua Esposa Celestial Perdida", Hagoromo ou Tennin Nyoobo. Na lenda japonesa de Hagoromo, ela é um espírito celestial, ou Tennin, que vem à terra e tem seu manto roubado por um caçador humano. Alguns contos até se cruzam com a lenda do Tanabata.
A professora Hazel Wigglesworth escreveu que havia 46 versões do conto coletadas em fontes orais japonesas, e o registro mais antigo do conto está presente no Fudoki, um antigo livro sobre relatos provinciais e orais. Ikeda, por outro lado, relatou 59 versões encontradas em todo o Japão, enquanto a japonóloga Carmen Blacker afirmou sua ampla difusão "de Aomori a Kyūshū".
Estudos comparativos sobre as variantes japonesas apontam que, no início da história, o homem humano chega perto de um lago por vários motivos (uma oração aos deuses por uma esposa; uma visão enviada em um sonho; um animal agradecido aponta-lhe o caminho). Ao longo da história, o parceiro humano chega ao reino celestial onde vivem sua esposa e sua família. Uma vez lá, ele é forçado a realizar tarefas antes de se reunirem. Ao final da narrativa, o marido quebra um tabu (ele não deveria comer determinado melão/cabaça, mas come e é levado pelas águas) e ele e sua esposa celestial são separados, apenas para se reencontrarem na noite de 7 de julho (dia do Festival das Estrelas).

### Nordeste Asiático
A região do Nordeste Asiático (mais especificamente, a Manchúria) também registra a história da donzela-cisne, mas na forma da "Donzela Celestial". Num conto publicado, a donzela celestial desce à terra para se banhar num lago, casa-se com um homem humano e torna-se "a ancestral primitiva dos manchus".
Em uma versão da origem dos dörbet, um caçador sobe a montanha Nidu, onde está localizado um lago. Ao se aproximar do corpo d’água, ele avista quatro "deusas" brincando na água. Ele volta para casa para buscar uma rede e sobe a montanha novamente. Esperando para lançar uma armadilha, ele usa a rede para capturar uma das deusas enquanto a outra escapa de volta para os céus. A deusa e o humano se casam, mas depois eles devem se separar e ela retorna ao seu reino celestial. Chegando lá, ela percebe que está grávida e desce à terra para dar à luz seu filho, um menino. Ela coloca um berço para ele nos galhos das árvores e um pássaro para cuidar da criança. Agora terminada, ela voa de volta aos céus.

### Melanésia
Num conto da ilha de Éfaté, o "povo do céu" desce à terra para pescar durante a noite, deixa cair as asas brancas (inlailaita ou "velas finas") na costa e parte antes do amanhecer. Um dia, um homem presencia a chegada deles e, ao pousarem, esconde um par de asas no caule de uma bananeira. Depois que os povos do céu terminam suas atividades, eles partem para os céus, exceto uma mulher, que era dona do par de asas. Ela e o homem se casam e têm dois filhos, Maka Tafaki e Karisi Bum. A relação entre humano e garota do céu azeda. Mais tarde, ela recupera as asas e retorna aos céus. A história continua enquanto os irmãos chegam ao céu anos depois e visitam sua avó. A história também serve para explicar a introdução de vários tipos de inhame entre as populações humanas.
Em um conto das Novas Hébridas, um homem chamado Tagaro espiona mulheres aladas, chamadas Banewonowono ("pele de teia", possivelmente referindo-se a asas de morcego), ou Vinmara ("pele de pomba"), que descem para se banhar em um lago. O homem pega as asas de uma delas. Um dia, ao colher inhame, os irmãos de Tagaro a repreendem e ela chora, suas lágrimas lavando a terra que cobria o esconderijo de suas asas. Ela as veste e retorna aos céus.
Em história semelhante, coletada na Ilha Maewo (Ilha Aurora), em Vanuatu, com o título "A Esposa Alada", o nome do herói é Qat. Nesta versão da história, a donzela do céu tem asas "semelhantes às de um pássaro". Depois que ela fica presa na Terra, a mãe de Qat a repreende, ela chora e encontra seu par de asas escondido. Ela retorna ao reino do céu e seu marido, Qat, vai atrás dela.
Num conto da Nova Guiné, originalmente recolhido por Jan de Vries e traduzido para o húngaro com o título A tíz égi asszony ("As Dez Mulheres Celestiais"), uma velha vivia perto de um recife de coral em Tidore, para onde vêm dez mulheres do céu para tomar banho. Um dia, um náufrago é resgatado pela velha e conta sobre as dez lindas mulheres que vêm tomar banho. O homem decide espioná-las. Ele decide se casar com a mais nova, então esconde suas asas antes que ela voe de volta aos céus (como aconselhou a velha) e a tenha como esposa. Ela lhe dá dois filhos. Enquanto ele pesca para sua família, a esposa celestial encontra seu par de asas roubado e retorna aos céus. O humano pede ao pássaro para ajudá-lo a chegar ao Reino do Céu. Lá, ele tem que identificar sua verdadeira esposa em uma fila de mulheres celestes idênticas, o que ele faz. O homem, então, recebe uma bengala de bambu vazia, cheia de vários tipos de grãos de cereais, e ele deve encontrar os grãos de cevada - tarefa que ele realiza com o uso de penas. Por fim, ele e sua esposa retornam à Terra, e seus quatro filhos tornam-se rajás de Djilolo, Bahtjan, Ternate e Tidore.

### África

#### Sudeste Africano
A narrativa da Donzela do Céu foi coletada em forma de canção do povo ndau, intitulada "Lenda e Canção da Donzela do Céu": a filha de um chefe poderoso que vivia no céu e seus acompanhantes descem à Terra para se banhar, e torna-se um desafio entre os príncipes reais ver quem consegue pegar sua pluma/pena – o símbolo de seu caráter sobrenatural. O vencedor é um homem pobre que, como uma subversão da narrativa comum, consegue viver com sua esposa do céu em sua moradia. Uma versão do conto em forma narrativa foi apresentada como O Povo do Céu (Vasagole) por Franz Boas e C. Kamba Simango no Journal of American Folk-Lore.
Nas Donzelas Celestiais de Tshinyama, duas donzelas aladas descem dos céus para um bebedouro terrestre – um evento testemunhado por um homem mortal.

#### Madagascar
Em um conto malgaxe, obtido de Vàkin-Ankarãtra (A maneira como Adrianòro obteve uma esposa do Céu), o herói Adrianoro é informado de que três donzelas se banham em um lago e tenta armar uma armadilha para elas, pela transformação em frutas ou sementes.

#### África Oriental
A pesquisadora E. Dora Earthy relatou histórias do povo lenge sobre as "donzelas do céu": elas se casam com homens mortais e, dependendo da história, escapam de volta para o céu ou decidem permanecer com eles.

### América do Norte
Em um conto yuchi, Um caçador que capturou uma mulher do céu, coletado em 1931, um homem estava caçando quando viu algo descendo do céu carregando pessoas, entre elas algumas mulheres bonitas. Ele capturou e se casou com uma das mulheres.
Em um conto creek do Alabama, O Esquife Celestial, registrado em 1929, um grupo de pessoas desce do céu em uma canoa. Certa vez, um homem consegue capturar uma mulher daquele grupo e tem muitos filhos com ela. Anos depois, a mulher tenta subir na canoa para voltar ao céu.

## A Esposa-Estrela ou Mulheres-Estrelas
Uma terceira ocorrência da esposa sobrenatural vinda de cima são as Mulheres-Estrelas ou, nas palavras de E. Hartland, "A Filha da Estrela". Os estudiosos veem uma possível relação desse personagem com a lenda da Donzela-Cisne.

### Nativos norte-americanos
O motivo da Donzela-Estrela pode ser encontrado no folclore e na mitologia dos nativos americanos, como a personagem da Esposa-Estrela: ela geralmente desce do céu em uma cesta junto com suas irmãs para brincar na pradaria ou para tomar banho em um lago, e um homem mortal, fascinado por sua figura, planeja torná-la sua. Mais tarde, é descoberto que ela é uma donzela das estrelas ou uma própria estrela que descera à Terra.
De acordo com Anthony Wonderley, apesar da "muito próxima similaridade" entre os dois contos, o etnólogo John Bierhorst chama este conto norte-americano de "Donzelas do Céu": um grupo de donzelas desce dos céus em uma cesta para dançar ou jogar bola. Wonderley localiza a história no Sudeste dos EUA, entre os shawnees, os pawnees e possivelmente entre os iroqueses (já que a história iroquesa foi escrita depois de 1900).
Em uma lenda sioux, o caçador humano se casa com a Esposa-Estrela e tem um filho. Mãe e filho escapam para o reino estelar, mas começam a sentir falta do pai humano. O pai dela sugere que o levem até lá para reunir a família, e eles o fazem.
Numa terceira variante, ocorre uma inversão: o caçador é levado num cesto ao País das Estrelas para viver com sua Esposa-Estrela. No entanto, ele começa a sentir falta de sua mãe humana. Assim, com a ajuda de um par de asas de cisne vermelho para ele e sua esposa, eles retornam ao mundo humano.
Num conto atribuído ao povo wyandot, sete Irmãs Estelares (as Plêiades) descem à Terra em uma cesta. Um dia, um caçador humano captura a mais nova pelo cinto enquanto suas irmãs escapam na cesta. A donzela promete se tornar esposa do caçador, mas antes disso ele deve acompanhá-la ao céu ("alojamento do Sol").
O autor Macleod Yearsley forneceu o resumo de um conto algonquino semelhante: um caçador vê doze donzelas descerem do céu em uma cesta. Quando ele tenta se aproximar deles, a cesta é puxada de volta para o céu. No dia seguinte, o caçador assume a forma de um animal (um rato) para criar uma falsa sensação de segurança para as garotas do céu. A cesta desce e o caçador captura uma das donzelas. Ele se casa com ela e eles têm um filho. Alguns anos depois de casados, a donzela do céu tece uma nova cesta, leva seu filho com ela e usa a canção mágica para elevar a si mesma e a seu filho de volta ao reino do céu. O caçador vai atrás deles. Em outras versões do mesmo conto, o protagonista se chama Waupee, o Falcão Branco, e a história tem fontes diversas: uma versão intitulada As Filhas da Estrela, do Canadá, ou dos ojíbuas; O Falcão Branco, do shawnees; A Donzela-Estrela, dos chipeuas; Waupee Falcão Branco e sua família, de Ohio.

### Peru
Em um conto peruano coletado pelo etnólogo John Bierhorst com o título O menino que subiu ao céu, um jovem é enviado para proteger a plantação de batatas de sua família de quem está roubando sua produção. À noite, três estrelas descem do céu em forma de donzelas brilhantes. O jovem captura uma delas enquanto as outras escapam, e faz dela sua esposa. Depois de algum tempo, a donzela estelar foge de seu marido humano e retorna ao seu reino celeste. Ainda na Terra, o marido humano decide segui-la e convence um condor a levá-lo até lá, alimentando o pássaro com duas lhamas a caminho dos céus. A carne da lhama não é suficiente para alimentar o condor, e o jovem corta um pedaço de sua perna para alimentar seu transporte na última parte da viagem. Ele encontra sua esposa-estrela mais uma vez, mas tem que retornar à Terra depois que sua esposa o expulsa.

### Filipinas
O acadêmico filipino E. Arsenio Manuel, entre outros, afirmou que a personagem da "Donzela-Estrela" prevalece no folclore filipino.
Em outro conto, coletado por Fay-Cooper Cole dos tinguian (povo itneg), nas Filipinas, a donzela estrela Gaygayoma desce do céu com outras estrelas em um canavial para comer os produtos. A plantação pertence a um humano chamado Aponitolau, que tinha uma esposa mortal, Aponibolinayen. Uma noite, ele vai ao campo verificar a cerca de bambu e vê muitas estrelas, "luzes ofuscantes" caindo do céu, e uma que "parecia uma chama de fogo" que deixou sua vestimenta perto da cerca. O humano agricultor assusta as muitas estrelas, que voltam aos céus, e senta-se na vestimenta da donzela. Ela se apresenta como filha de Bagbagak e Sinag, dois seres celestiais, e revela que deseja tomá-lo como marido.
Num conto recolhido dos bontoc igorot intitulado As Estrelas, as estrelas descem para comer uma plantação de cana-de-açúcar que pertence a um agricultor humano. O humano captura a donzela estelar e se casa com ela. Depois de lhe dar cinco filhos, ela passa o tempo costurando as asas para usá-las e voltar ao céu.
Num conto recolhido de uma mulher bontok da aldeia Tukukan e publicado com o título Tokfefe, a Esposa Estrela, algumas estrelas descem para se banharem num lago terrestre; um homem rouba as asas de uma delas e se casa com ela; mais tarde ela descobre o esconderijo de suas asas (o celeiro de seu marido), as recupera e voa de volta para o céu.
Em um conto dos ifialig de Barlig, intitulado Siblaw Taraw ("A Donzela-Estrela"), um solteiro sobe uma montanha para chegar ao lago encantado de Siblaw. Naquela noite, ele vê algumas donzelas celestiais descendo dos céus para se banhar na água, depois de tirarem as vestes e as asas. Na noite seguinte, a humana esconde as asas de uma delas e a prende na Terra, enquanto seus companheiros retornam aos céus. Ele se casa com a estrela, agora chamada Taraw ('Estrela') e ela tem uma menina. Um dia, quando a filha tem 15 anos, Taraw encontra as asas perdidas e, despedindo-se da filha, parte de volta aos céus.

## Outras mulheres sobrenaturais

### Bálcas: vilas, samovilas e nereidas
Personagens semelhantes à Donzela-Cisne são atestados nas tradições gregas e balcânicas. Estas figuras são conhecidas nas áreas eslavas do sul (nomeadamente, eslovena, eslovaca, sérvia e croata) como víla, em búlgaro como samodiva e em macedónio como samovila - todas elas descritas como belas donzelas sobrenaturais que dançam em grupos nas florestas. No folclore eslavo do sul, essas mulheres podem ser forçadas a se casar com homens mortais se conseguirem roupas, asas ou acessórios de donzela, o que lhes confere poderes mágicos. Após o casamento, a fada recupera ou descobre o pertence roubado, usa-o e vai embora, deixando sua família humana para trás. O motivo da donzela-cisne é comum de aparecer junto com as vílas, como na perda das asas.
O folclorista romeno Marcu Beza observou que uma história sobre um pastor roubando as roupas de uma donzela fada, casando-se com ela, e mais tarde com ela pedindo-as de volta, "espalhou-se por todos os Bálcãs", salvo pequenas diferenças: o pastor é descrito como um flautista habilidoso, e o as roupas são substituídas por um lenço, um véu ou um cachecol.
Comentando um conto eslavo do sul coletado por Friedrich Salomo Krauss, Walter Puchner observou que o motivo do roubo das roupas das vilas (nereidas, na Grécia) ocorria em todos os Bálcãs.

### Oriente Médio e Cáucaso: peris
Foi notado por escritores ocidentais que a personagem peri (ou pari) da mitologia persa e islâmica, como uma esposa sobrenatural, compartilha características semelhantes com a donzela-cisne, na medida em que o homem esconde as asas da pari e se casa com ela. Depois de algum tempo, a mulher pari recupera as asas e abandona o marido mortal. O estudioso Ulrich Marzolph indica uma origem indo-persa para o personagem, que mais tarde foi integrado à tradição árabe dos contos de fadas. A peri aparece na Ásia Menor, Ásia Central, e foi levada pela expansão turca para os Bálcãs, especificamente para a Bulgária e Macedônia.

#### Armênia
No conto popular armênio Kush-Pari ou A Peri-Pássaro, um príncipe procura a Kush-Pari, uma Houri-Pari ou "Pássaro-Fada" ("uma ninfa do paraíso em forma de pássaro", "uma ave dourada de cabeça humana... radiante como o sol"), como presente ao rei a quem ele serve. Depois de ser capturada, Kush-Pari revela ao rei que ela se transforma em donzela após desfazer seu manto de penas e propõe que ela se torne sua rainha depois que seu servo resgate sua empregada e traga de volta as éguas de fogo. Kush-Pari pretende usar o leite das éguas de fogo para um ritual especial: o rei morre, mas sobrevive o príncipe, com quem ela se casa. No final da história, seu novo marido conta à esposa que seu pai está cego, mas ela revela que foi ela a causa de sua cegueira. O autor Leon Surmelian observou que esta Houri-Pari era uma "criatura ígnea", uma donzela de grande beleza.

#### Irã
Numa história persa, O Filho do Mercador e as Peris, as peris da tradição tiram as roupas e assumem a forma humana para se banharem na água, até que um jovem consegue as roupas para forçar uma delas a ser sua esposa. Elas tentam convencê-lo a não fazê-lo, pois são "criaturas de fogo" e ele, humano, é "feito de água e barro".
No conto Príncipe Yousef das Peris e Rei Ahmad, um príncipe chamado Malek-Ahmad casa suas irmãs com três animais (um leão, um lobo e uma águia) e sai de casa. Ele se abriga com uma família de Div. A matriarca dos Div dá a Malek-Ahmad um molho de chaves e o proíbe de abrir duas portas. Ele o faz mesmo assim: atrás da primeira porta, ele liberta um prisioneiro chamado Yusuf, o Xá das Peris, que voa de volta para o Monte Qaf; atrás da segunda, ele encontra um jardim onde três pombas se transformam em donzelas ao tirarem a roupa. Malek-Ahmad esconde as roupas da mais jovem donzela-pomba (identificada como "Peri" na história), enquanto suas irmãs partem. Malek-Ahmad se casa com a donzela-pomba e ela tem dois filhos. Algum tempo depois, eles chegam a uma aldeia onde ele comemora seu casamento com a peri. Porém, sua esposa-peri percebe que alguns luti pretendem matá-lo e a seus filhos e sequestrá-la, então ela o convence a devolver seus pertences. A esposa-peri veste as roupas, implora ao marido que vá procurá-la no Monte Qaf e foge com os filhos. Depois de uma longa jornada, ele chega ao Monte Qaf, onde encontra sua esposa-peri, seus filhos e o irmão dela, Yusuf, o Xá das Peris.

## Cultura popular

### Literatura
O romancista e tradutor vitoriano William Morris escreveu sua obra poética The Earthly Paradise, na qual há a narração de um bardo do romance entre um humano e uma donzela-cisne, compreendendo um episódio do poema The Land East of the Sun e West of the Moon.
As aparições na cultura pop incluem romances modernos do gênero fantasia, como Três Corações e Três Leões, e os "swanmanes" da série Anita Blake (como Kaspar Gunderson). Também constituem uma raça dos chamados swan mays ou swanmays na ficção de fantasia e em Dungeons & Dragons.